# Kommunalwahlen in Italien 1990
Die Kommunalwahlen in Italien 1990 fanden am 6. Mai statt.

## Wahlergebnisse der Provinzhauptstädte

### Aosta
| Listen                   | Listen                                        | Stimmen | %    | Mandate |
| ------------------------ | --------------------------------------------- | ------- | ---- | ------- |
|                          | Union Valdôtaine                              | 5.344   | 20,6 | 9       |
|                          | Democrazia Cristiana                          | 4.931   | 19,0 | 9       |
|                          | Partito Socialista Italiano                   | 4.312   | 16,6 | 7       |
|                          | Partito Comunista Italiano                    | 4.296   | 16,6 | 7       |
|                          | Autonomisti Democratici Progressisti          | 2.139   | 8,3  | 3       |
|                          | Lista Verde – Verdi Arcobaleno                | 1.610   | 6,2  | 2       |
|                          | Partito Repubblicano Italiano                 | 1.490   | 5,8  | 2       |
|                          | Movimento Immigrati Valdostani                | 632     | 2,4  | 1       |
|                          | Partito Liberale Italiano                     | 466     | 1,8  | –       |
|                          | Movimento Sociale Italiano – Destra Nazionale | 440     | 1,7  | –       |
|                          | Partito Socialista Democratico Italiano       | 247     | 1,0  | –       |
| Gesamt                   | Gesamt                                        | 25.907  | 100  | 40      |
|                          |                                               |         |      |         |
| Ungültige Stimmen        | Ungültige Stimmen                             | 1.639   | 6,0  |         |
| Wähler                   | Wähler                                        | 27.546  | 88,6 |         |
| Wahlberechtigte          | Wahlberechtigte                               | 31.089  |      |         |
|                          |                                               |         |      |         |
| Quelle: Innenministerium |                                               |         |      |         |

### Alessandria
| Listen                   | Listen                                        | Stimmen | %    | Mandate |
| ------------------------ | --------------------------------------------- | ------- | ---- | ------- |
|                          | Partito Socialista Italiano                   | 20.610  | 30,8 | 17      |
|                          | Partito Comunista Italiano                    | 17.635  | 26,3 | 14      |
|                          | Democrazia Cristiana                          | 14.168  | 21,1 | 11      |
|                          | Lista Verde                                   | 3.174   | 4,7  | 2       |
|                          | Lega Lombarda                                 | 2.349   | 3,5  | 1       |
|                          | Partito Repubblicano Italiano                 | 2.193   | 3,3  | 1       |
|                          | Movimento Sociale Italiano – Destra Nazionale | 1.876   | 2,8  | 1       |
|                          | Partito Socialista Democratico Italiano       | 1.758   | 2,6  | 1       |
|                          | Partito Liberale Italiano                     | 1.554   | 2,3  | 1       |
|                          | Verdi Arcobaleno                              | 1.429   | 2,1  | 1       |
|                          | Bürgerliste                                   | 270     | 0,4  | –       |
| Gesamt                   | Gesamt                                        | 67.016  | 100  | 50      |
|                          |                                               |         |      |         |
| Ungültige Stimmen        | Ungültige Stimmen                             | 5.130   | 7,1  |         |
| Wähler                   | Wähler                                        | 72.146  | 89,8 |         |
| Wahlberechtigte          | Wahlberechtigte                               | 80.332  |      |         |
|                          |                                               |         |      |         |
| Quelle: Innenministerium |                                               |         |      |         |

### Asti
| Listen                   | Listen                                        | Stimmen | %    | Mandate |
| ------------------------ | --------------------------------------------- | ------- | ---- | ------- |
|                          | Democrazia Cristiana                          | 17.600  | 33,9 | 15      |
|                          | Partito Socialista Italiano                   | 13.725  | 26,4 | 11      |
|                          | Partito Comunista Italiano                    | 9.305   | 17,9 | 8       |
|                          | Partito Liberale Italiano                     | 2.089   | 4,0  | 1       |
|                          | Partito Socialista Democratico Italiano       | 1.998   | 3,8  | 1       |
|                          | Lista Verde – Verdi Arcobaleno                | 1.948   | 3,8  | 1       |
|                          | Lega Lombarda                                 | 1.731   | 3,3  | 1       |
|                          | Partito Repubblicano Italiano                 | 1.524   | 2,9  | 1       |
|                          | Movimento Sociale Italiano – Destra Nazionale | 1.444   | 2,8  | 1       |
|                          | Lista Antiproibizionisti sulla Droga          | 553     | 1,1  | –       |
| Gesamt                   | Gesamt                                        | 51.917  | 100  | 40      |
|                          |                                               |         |      |         |
| Ungültige Stimmen        | Ungültige Stimmen                             | 4.176   | 7,4  |         |
| Wähler                   | Wähler                                        | 56.093  | 88,6 |         |
| Wahlberechtigte          | Wahlberechtigte                               | 63.280  |      |         |
|                          |                                               |         |      |         |
| Quelle: Innenministerium |                                               |         |      |         |

### Cuneo
| Listen                   | Listen                                        | Stimmen | %    | Mandate |
| ------------------------ | --------------------------------------------- | ------- | ---- | ------- |
|                          | Democrazia Cristiana                          | 15.847  | 40,2 | 18      |
|                          | Partito Socialista Italiano                   | 5.115   | 13,0 | 5       |
|                          | Partito Comunista Italiano                    | 3.338   | 8,5  | 3       |
|                          | Lista Verde – Verdi Arcobaleno                | 3.224   | 8,2  | 3       |
|                          | Partito Repubblicano Italiano                 | 3.124   | 7,9  | 3       |
|                          | Partito Socialista Democratico Italiano       | 2.811   | 7,1  | 3       |
|                          | Partito Liberale Italiano                     | 2.804   | 7,1  | 3       |
|                          | Lega Lombarda                                 | 2.289   | 5,8  | 2       |
|                          | Movimento Sociale Italiano – Destra Nazionale | 842     | 2,1  | –       |
| Gesamt                   | Gesamt                                        | 39.394  | 100  | 40      |
|                          |                                               |         |      |         |
| Ungültige Stimmen        | Ungültige Stimmen                             | 2.207   | 5,3  |         |
| Wähler                   | Wähler                                        | 41.601  | 90,2 |         |
| Wahlberechtigte          | Wahlberechtigte                               | 46.114  |      |         |
|                          |                                               |         |      |         |
| Quelle: Innenministerium |                                               |         |      |         |

### Turin
| Listen                   | Listen                                        | Stimmen | %    | Mandate |
| ------------------------ | --------------------------------------------- | ------- | ---- | ------- |
|                          | Partito Comunista Italiano                    | 189.507 | 28,4 | 24      |
|                          | Democrazia Cristiana                          | 131.128 | 19,7 | 17      |
|                          | Partito Socialista Italiano                   | 82.443  | 12,4 | 10      |
|                          | Partito Repubblicano Italiano                 | 49.844  | 7,5  | 6       |
|                          | Partito Liberale Italiano                     | 42.034  | 6,3  | 5       |
|                          | Lista Verde                                   | 41.937  | 6,3  | 5       |
|                          | Movimento Sociale Italiano – Destra Nazionale | 31.003  | 4,7  | 4       |
|                          | Lega Lombarda                                 | 26.954  | 4,0  | 3       |
|                          | Partito Socialista Democratico Italiano       | 17.066  | 2,6  | 2       |
|                          | Lista Pensionati                              | 16.411  | 2,5  | 2       |
|                          | Union Piemonteisa                             | 11.549  | 1,7  | 1       |
|                          | Lista Antiproibizionisti sulla Droga          | 10.310  | 1,5  | 1       |
|                          | Lista ecologica                               | 7.335   | 1,1  | –       |
|                          | Democrazia Proletaria                         | 6.034   | 0,9  | –       |
|                          | Lista Azzurra                                 | 2.842   | 0,4  | –       |
| Gesamt                   | Gesamt                                        | 666.397 | 100  | 80      |
|                          |                                               |         |      |         |
| Ungültige Stimmen        | Ungültige Stimmen                             | 48.587  | 6,8  |         |
| Wähler                   | Wähler                                        | 714.984 | 85,3 |         |
| Wahlberechtigte          | Wahlberechtigte                               | 837.951 |      |         |
|                          |                                               |         |      |         |
| Quelle: Innenministerium |                                               |         |      |         |

### Vercelli
| Listen                   | Listen                                        | Stimmen | %    | Mandate |
| ------------------------ | --------------------------------------------- | ------- | ---- | ------- |
|                          | Democrazia Cristiana                          | 11.345  | 30,8 | 14      |
|                          | Partito Comunista Italiano                    | 8.864   | 24,1 | 10      |
|                          | Partito Socialista Italiano                   | 8.063   | 21,9 | 9       |
|                          | Lista Verde – Verdi Arcobaleno                | 2.189   | 5,9  | 2       |
|                          | Lega Lombarda                                 | 1.735   | 4,7  | 2       |
|                          | Partito Socialista Democratico Italiano       | 1.463   | 4,0  | 1       |
|                          | Movimento Sociale Italiano – Destra Nazionale | 1.212   | 3,3  | 1       |
|                          | Partito Liberale Italiano                     | 1.142   | 3,1  | 1       |
|                          | Partito Repubblicano Italiano                 | 798     | 2,2  | –       |
| Gesamt                   | Gesamt                                        | 36.811  | 100  | 40      |
|                          |                                               |         |      |         |
| Ungültige Stimmen        | Ungültige Stimmen                             | 2.917   | 7,3  |         |
| Wähler                   | Wähler                                        | 39.728  | 91,7 |         |
| Wahlberechtigte          | Wahlberechtigte                               | 43.314  |      |         |
|                          |                                               |         |      |         |
| Quelle: Innenministerium |                                               |         |      |         |

### Bergamo
| Listen                   | Listen                                        | Stimmen | %    | Mandate |
| ------------------------ | --------------------------------------------- | ------- | ---- | ------- |
|                          | Democrazia Cristiana                          | 31.466  | 35,8 | 20      |
|                          | Lega Lombarda                                 | 18.178  | 20,7 | 11      |
|                          | Partito Comunista Italiano                    | 8.881   | 10,1 | 5       |
|                          | Partito Socialista Italiano                   | 8.199   | 9,3  | 5       |
|                          | Lista Verde – Verdi Arcobaleno                | 5.644   | 6,4  | 3       |
|                          | Movimento Sociale Italiano – Destra Nazionale | 3.648   | 4,1  | 2       |
|                          | Partito Repubblicano Italiano                 | 3.475   | 4,0  | 2       |
|                          | Partito Liberale Italiano                     | 2.516   | 2,9  | 1       |
|                          | Partito Pensionati                            | 2.437   | 2,8  | 1       |
|                          | Partito Socialista Democratico Italiano       | 1.389   | 1,6  | –       |
|                          | Democrazia Proletaria                         | 1.127   | 1,3  | –       |
|                          | Lista Antiproibizionisti sulla Droga          | 952     | 1,1  | –       |
| Gesamt                   | Gesamt                                        | 87.912  | 100  | 50      |
|                          |                                               |         |      |         |
| Ungültige Stimmen        | Ungültige Stimmen                             | 3.524   | 3,9  |         |
| Wähler                   | Wähler                                        | 91.436  | 91,5 |         |
| Wahlberechtigte          | Wahlberechtigte                               | 99.876  |      |         |
|                          |                                               |         |      |         |
| Quelle: Innenministerium |                                               |         |      |         |

### Brescia
| Listen                   | Listen                                        | Stimmen | %    | Mandate |
| ------------------------ | --------------------------------------------- | ------- | ---- | ------- |
|                          | Democrazia Cristiana                          | 46.558  | 31,9 | 17      |
|                          | Lega Lombarda                                 | 29.281  | 20,1 | 11      |
|                          | Partito Comunista Italiano                    | 23.939  | 16,4 | 9       |
|                          | Partito Socialista Italiano                   | 18.779  | 12,9 | 7       |
|                          | Lista Verde – Verdi Arcobaleno                | 6.839   | 4,7  | 2       |
|                          | Partito Repubblicano Italiano                 | 5.305   | 3,6  | 2       |
|                          | Movimento Sociale Italiano – Destra Nazionale | 3.838   | 2,6  | 1       |
|                          | Partito Liberale Italiano                     | 2.784   | 1,9  | 1       |
|                          | Partito Pensionati                            | 2.646   | 1,8  | –       |
|                          | Partito Socialista Democratico Italiano       | 2.450   | 1,7  | –       |
|                          | Democrazia Proletaria                         | 2.116   | 1,4  | –       |
|                          | Caccia Pesca Ambiente                         | 1.422   | 1,0  | –       |
| Gesamt                   | Gesamt                                        | 145.957 | 100  | 50      |
|                          |                                               |         |      |         |
| Ungültige Stimmen        | Ungültige Stimmen                             | 6.481   | 4,3  |         |
| Wähler                   | Wähler                                        | 152.438 | 92,6 |         |
| Wahlberechtigte          | Wahlberechtigte                               | 164.652 |      |         |
|                          |                                               |         |      |         |
| Quelle: Innenministerium |                                               |         |      |         |

### Como
| Listen                   | Listen                                        | Stimmen | %    | Mandate |
| ------------------------ | --------------------------------------------- | ------- | ---- | ------- |
|                          | Democrazia Cristiana                          | 19.859  | 30,8 | 14      |
|                          | Lega Lombarda                                 | 11.693  | 18,1 | 8       |
|                          | Partito Socialista Italiano                   | 10.675  | 16,6 | 7       |
|                          | Partito Comunista Italiano                    | 6.948   | 10,8 | 4       |
|                          | Lista Verde                                   | 2.830   | 4,4  | 2       |
|                          | Partito Liberale Italiano                     | 2.491   | 3,9  | 1       |
|                          | Movimento Sociale Italiano – Destra Nazionale | 2.413   | 3,7  | 1       |
|                          | Partito Repubblicano Italiano                 | 2.066   | 3,2  | 1       |
|                          | Partito Socialista Democratico Italiano       | 1.858   | 2,9  | 1       |
|                          | Verdi Arcobaleno                              | 1.643   | 2,5  | 1       |
|                          | Partito Pensionati                            | 1.383   | 2,1  | –       |
|                          | Democrazia Proletaria                         | 635     | 1,0  | –       |
| Gesamt                   | Gesamt                                        | 64.494  | 100  | 40      |
|                          |                                               |         |      |         |
| Ungültige Stimmen        | Ungültige Stimmen                             | 3.617   | 5,3  |         |
| Wähler                   | Wähler                                        | 68.111  | 89,0 |         |
| Wahlberechtigte          | Wahlberechtigte                               | 76.520  |      |         |
|                          |                                               |         |      |         |
| Quelle: Innenministerium |                                               |         |      |         |

### Cremona
| Listen                   | Listen                                        | Stimmen | %    | Mandate |
| ------------------------ | --------------------------------------------- | ------- | ---- | ------- |
|                          | Democrazia Cristiana                          | 15.270  | 26,7 | 12      |
|                          | Partito Comunista Italiano                    | 13.287  | 23,3 | 10      |
|                          | Lega Lombarda                                 | 11.056  | 19,4 | 8       |
|                          | Partito Socialista Italiano                   | 7.927   | 13,9 | 6       |
|                          | Partito Pensionati                            | 1.947   | 3,4  | 1       |
|                          | Partito Repubblicano Italiano                 | 1.872   | 3,3  | 1       |
|                          | Lista Verde                                   | 1.628   | 2,8  | 1       |
|                          | Movimento Sociale Italiano – Destra Nazionale | 1.328   | 2,3  | 1       |
|                          | Verdi Arcobaleno                              | 960     | 1,7  | –       |
|                          | Partito Liberale Italiano                     | 814     | 1,4  | –       |
|                          | Partito Socialista Democratico Italiano       | 570     | 1,0  | –       |
|                          | Democrazia Proletaria                         | 465     | 0,8  | –       |
| Gesamt                   | Gesamt                                        | 57.124  | 100  | 40      |
|                          |                                               |         |      |         |
| Ungültige Stimmen        | Ungültige Stimmen                             | 2.620   | 4,4  |         |
| Wähler                   | Wähler                                        | 59.744  | 92,7 |         |
| Wahlberechtigte          | Wahlberechtigte                               | 64.476  |      |         |
|                          |                                               |         |      |         |
| Quelle: Innenministerium |                                               |         |      |         |

### Mantua
| Listen                   | Listen                                        | Stimmen | %    | Mandate |
| ------------------------ | --------------------------------------------- | ------- | ---- | ------- |
|                          | Partito Comunista Italiano                    | 11.149  | 27,8 | 12      |
|                          | Democrazia Cristiana                          | 9.367   | 23,3 | 10      |
|                          | Partito Socialista Italiano                   | 7.404   | 18,4 | 8       |
|                          | Lega Lombarda                                 | 4.243   | 10,6 | 4       |
|                          | Lista Verde – Verdi Arcobaleno                | 1.862   | 4,6  | 2       |
|                          | Movimento Sociale Italiano – Destra Nazionale | 1.660   | 4,1  | 1       |
|                          | Partito Liberale Italiano                     | 1.309   | 3,3  | 1       |
|                          | Verdi Arcobaleno                              | 1.081   | 2,7  | 1       |
|                          | Partito Repubblicano Italiano                 | 935     | 2,3  | 1       |
|                          | Democrazia Proletaria                         | 588     | 1,5  | –       |
|                          | Partito Socialista Democratico Italiano       | 533     | 1,3  | –       |
| Gesamt                   | Gesamt                                        | 40.131  | 100  | 40      |
|                          |                                               |         |      |         |
| Ungültige Stimmen        | Ungültige Stimmen                             | 2.121   | 5,0  |         |
| Wähler                   | Wähler                                        | 42.252  | 89,7 |         |
| Wahlberechtigte          | Wahlberechtigte                               | 47.086  |      |         |
|                          |                                               |         |      |         |
| Quelle: Innenministerium |                                               |         |      |         |

### Mailand
| Listen                   | Listen                                        | Stimmen   | %    | Mandate |
| ------------------------ | --------------------------------------------- | --------- | ---- | ------- |
|                          | Democrazia Cristiana                          | 204.954   | 20,7 | 17      |
|                          | Partito Comunista Italiano                    | 194.261   | 19,6 | 16      |
|                          | Partito Socialista Italiano                   | 192.145   | 19,4 | 16      |
|                          | Lega Lombarda                                 | 128.312   | 12,9 | 11      |
|                          | Partito Repubblicano Italiano                 | 58.377    | 5,9  | 5       |
|                          | Lista Verde                                   | 41.986    | 4,2  | 3       |
|                          | Movimento Sociale Italiano – Destra Nazionale | 36.610    | 3,7  | 3       |
|                          | Lista Pensionati                              | 34.963    | 3,5  | 3       |
|                          | Partito Liberale Italiano                     | 26.401    | 2,7  | 2       |
|                          | Verdi Arcobaleno                              | 19.951    | 2,0  | 1       |
|                          | Partito Socialista Democratico Italiano       | 16.352    | 1,7  | 1       |
|                          | Democrazia Proletaria                         | 16.051    | 1,6  | 1       |
|                          | Lista Antiproibizionisti sulla Droga          | 15.351    | 1,5  | 1       |
|                          | Lista ecologica                               | 5.283     | 0,5  | –       |
| Gesamt                   | Gesamt                                        | 990.997   | 100  | 80      |
|                          |                                               |           |      |         |
| Ungültige Stimmen        | Ungültige Stimmen                             | 50.973    | 4,9  |         |
| Wähler                   | Wähler                                        | 1.041.970 | 84,8 |         |
| Wahlberechtigte          | Wahlberechtigte                               | 1.229.449 |      |         |
|                          |                                               |           |      |         |
| Quelle: Innenministerium |                                               |           |      |         |

### Sondrio
| Listen                   | Listen                                        | Stimmen | %    | Mandate |
| ------------------------ | --------------------------------------------- | ------- | ---- | ------- |
|                          | Democrazia Cristiana                          | 5.521   | 34,5 | 15      |
|                          | Partito Socialista Italiano                   | 3.263   | 20,4 | 9       |
|                          | Lega Lombarda                                 | 2.553   | 16,0 | 7       |
|                          | Partito Comunista Italiano                    | 1.600   | 10,0 | 4       |
|                          | Partito Socialista Democratico Italiano       | 1.065   | 6,7  | 2       |
|                          | Verdi Arcobaleno                              | 527     | 3,3  | 1       |
|                          | Partito Liberale Italiano                     | 472     | 2,9  | 1       |
|                          | Movimento Sociale Italiano – Destra Nazionale | 374     | 2,3  | 1       |
|                          | Democrazia Proletaria                         | 343     | 2,1  | –       |
|                          | Partito Repubblicano Italiano                 | 283     | 1,8  | –       |
| Gesamt                   | Gesamt                                        | 16.001  | 100  | 40      |
|                          |                                               |         |      |         |
| Ungültige Stimmen        | Ungültige Stimmen                             | 1.025   | 6,0  |         |
| Wähler                   | Wähler                                        | 17.026  | 88,9 |         |
| Wahlberechtigte          | Wahlberechtigte                               | 19.151  |      |         |
|                          |                                               |         |      |         |
| Quelle: Innenministerium |                                               |         |      |         |

### Varese
| Listen                   | Listen                                        | Stimmen | %    | Mandate |
| ------------------------ | --------------------------------------------- | ------- | ---- | ------- |
|                          | Democrazia Cristiana                          | 18.270  | 29,9 | 13      |
|                          | Lega Lombarda                                 | 12.704  | 20,8 | 9       |
|                          | Partito Socialista Italiano                   | 9.567   | 15,6 | 6       |
|                          | Partito Comunista Italiano                    | 8.347   | 13,6 | 5       |
|                          | Lista Verde – Verdi Arcobaleno                | 3.670   | 6,0  | 2       |
|                          | Partito Repubblicano Italiano                 | 2.803   | 4,6  | 2       |
|                          | Movimento Sociale Italiano – Destra Nazionale | 1.885   | 3,1  | 1       |
|                          | Partito Pensionati                            | 1.803   | 2,9  | 1       |
|                          | Partito Liberale Italiano                     | 1.415   | 2,3  | 1       |
|                          | Partito Socialista Democratico Italiano       | 702     | 1,1  | –       |
| Gesamt                   | Gesamt                                        | 61.166  | 100  | 40      |
|                          |                                               |         |      |         |
| Ungültige Stimmen        | Ungültige Stimmen                             | 3.300   | 5,1  |         |
| Wähler                   | Wähler                                        | 64.466  | 88,3 |         |
| Wahlberechtigte          | Wahlberechtigte                               | 72.978  |      |         |
|                          |                                               |         |      |         |
| Quelle: Innenministerium |                                               |         |      |         |

### Trient
| Listen                   | Listen                                        | Stimmen | %    | Mandate |
| ------------------------ | --------------------------------------------- | ------- | ---- | ------- |
|                          | Democrazia Cristiana                          | 27.616  | 39,4 | 20      |
|                          | Partito Socialista Italiano                   | 11.044  | 15,8 | 8       |
|                          | Lista Verde – Verdi Arcobaleno                | 7.500   | 10,7 | 5       |
|                          | Partito Comunista Italiano                    | 6.575   | 9,4  | 5       |
|                          | Partito Autonomista Trentino Tirolese         | 4.773   | 6,8  | 3       |
|                          | Partito Repubblicano Italiano                 | 2.953   | 4,2  | 2       |
|                          | Partito Socialista Democratico Italiano       | 2.302   | 3,3  | 2       |
|                          | Democrazia Proletaria                         | 2.064   | 2,9  | 2       |
|                          | Movimento Sociale Italiano – Destra Nazionale | 1.824   | 2,6  | 1       |
|                          | Partito Liberale Italiano                     | 1.596   | 2,3  | 1       |
|                          | Lista Antiproibizionisti sulla Droga          | 1.509   | 2,2  | 1       |
|                          | Automobilisti                                 | 299     | 0,4  | –       |
| Gesamt                   | Gesamt                                        | 70.055  | 100  | 50      |
|                          |                                               |         |      |         |
| Ungültige Stimmen        | Ungültige Stimmen                             | 4.285   | 5,8  |         |
| Wähler                   | Wähler                                        | 74.340  | 88,8 |         |
| Wahlberechtigte          | Wahlberechtigte                               | 83.676  |      |         |
|                          |                                               |         |      |         |
| Quelle: Innenministerium |                                               |         |      |         |

### Padua
| Listen                   | Listen                                        | Stimmen | %    | Mandate |
| ------------------------ | --------------------------------------------- | ------- | ---- | ------- |
|                          | Democrazia Cristiana                          | 60.157  | 37,4 | 20      |
|                          | Partito Comunista Italiano                    | 25.931  | 16,1 | 9       |
|                          | Partito Socialista Italiano                   | 20.951  | 13,0 | 7       |
|                          | Lista Verde                                   | 9.297   | 5,8  | 3       |
|                          | Partito Repubblicano Italiano                 | 8.325   | 5,2  | 2       |
|                          | Lega Lombarda                                 | 6.853   | 4,3  | 2       |
|                          | Verdi Arcobaleno                              | 6.592   | 4,1  | 2       |
|                          | Movimento Sociale Italiano – Destra Nazionale | 5.952   | 3,7  | 2       |
|                          | Partito Liberale Italiano                     | 5.944   | 3,7  | 2       |
|                          | Partito Socialista Democratico Italiano       | 3.930   | 2,4  | 1       |
|                          | Lista Antiproibizionisti sulla Droga          | 2.306   | 1,4  | –       |
|                          | Democrazia Proletaria                         | 1.993   | 1,2  | –       |
|                          | Union Valdôtaine                              | 1.660   | 1,0  | –       |
|                          | Partito Sardo d’Azione                        | 892     | 0,6  | –       |
| Gesamt                   | Gesamt                                        | 160.783 | 100  | 50      |
|                          |                                               |         |      |         |
| Ungültige Stimmen        | Ungültige Stimmen                             | 10.279  | 6,0  |         |
| Wähler                   | Wähler                                        | 171.062 | 90,0 |         |
| Wahlberechtigte          | Wahlberechtigte                               | 190.024 |      |         |
|                          |                                               |         |      |         |
| Quelle: Innenministerium |                                               |         |      |         |

### Rovigo
| Listen                   | Listen                                        | Stimmen | %    | Mandate |
| ------------------------ | --------------------------------------------- | ------- | ---- | ------- |
|                          | Democrazia Cristiana                          | 13.804  | 36,3 | 16      |
|                          | Partito Comunista Italiano                    | 7.471   | 19,6 | 8       |
|                          | Partito Socialista Italiano                   | 6.970   | 18,3 | 8       |
|                          | Lista Verde – Verdi Arcobaleno                | 2.618   | 6,9  | 3       |
|                          | Partito Socialista Democratico Italiano       | 2.375   | 6,2  | 2       |
|                          | Movimento Sociale Italiano – Destra Nazionale | 1.059   | 2,8  | 1       |
|                          | Partito Liberale Italiano                     | 955     | 2,5  | 1       |
|                          | Partito Sardo d’Azione                        | 930     | 2,4  | 1       |
|                          | Lega Lombarda                                 | 720     | 1,9  | –       |
|                          | Partito Repubblicano Italiano                 | 659     | 1,7  | –       |
|                          | Union Valdôtaine                              | 269     | 0,7  | –       |
|                          | Democrazia Proletaria                         | 236     | 0,6  | –       |
| Gesamt                   | Gesamt                                        | 38.066  | 100  | 40      |
|                          |                                               |         |      |         |
| Ungültige Stimmen        | Ungültige Stimmen                             | 2.292   | 5,7  |         |
| Wähler                   | Wähler                                        | 40.358  | 93,2 |         |
| Wahlberechtigte          | Wahlberechtigte                               | 43.281  |      |         |
|                          |                                               |         |      |         |
| Quelle: Innenministerium |                                               |         |      |         |

### Treviso
| Listen                   | Listen                                        | Stimmen | %    | Mandate |
| ------------------------ | --------------------------------------------- | ------- | ---- | ------- |
|                          | Democrazia Cristiana                          | 23.482  | 38,8 | 17      |
|                          | Partito Socialista Italiano                   | 8.475   | 14,0 | 6       |
|                          | Partito Comunista Italiano                    | 8.372   | 13,8 | 6       |
|                          | Lista Verde                                   | 4.170   | 6,9  | 3       |
|                          | Lega Lombarda                                 | 3.770   | 6,2  | 2       |
|                          | Partito Repubblicano Italiano                 | 3.755   | 6,2  | 2       |
|                          | Partito Liberale Italiano                     | 2.326   | 3,8  | 1       |
|                          | Movimento Sociale Italiano – Destra Nazionale | 2.234   | 3,7  | 1       |
|                          | Verdi Arcobaleno                              | 1.390   | 2,3  | 1       |
|                          | Partito Socialista Democratico Italiano       | 1.349   | 2,2  | 1       |
|                          | Union Valdôtaine                              | 778     | 1,3  | –       |
|                          | Partito Sardo d’Azione                        | 488     | 0,8  | –       |
| Gesamt                   | Gesamt                                        | 60.589  | 100  | 40      |
|                          |                                               |         |      |         |
| Ungültige Stimmen        | Ungültige Stimmen                             | 3.637   | 5,7  |         |
| Wähler                   | Wähler                                        | 64.226  | 89,2 |         |
| Wahlberechtigte          | Wahlberechtigte                               | 72.002  |      |         |
|                          |                                               |         |      |         |
| Quelle: Innenministerium |                                               |         |      |         |

### Venedig
| Listen                   | Listen                                        | Stimmen | %    | Mandate |
| ------------------------ | --------------------------------------------- | ------- | ---- | ------- |
|                          | Democrazia Cristiana                          | 57.807  | 25,9 | 17      |
|                          | Partito Comunista Italiano                    | 52.576  | 23,6 | 15      |
|                          | Partito Socialista Italiano                   | 39.331  | 17,6 | 11      |
|                          | Lista Verde – Verdi Arcobaleno                | 24.188  | 10,8 | 7       |
|                          | Partito Sardo d’Azione                        | 9.035   | 4,1  | 2       |
|                          | Partito Repubblicano Italiano                 | 7.452   | 3,3  | 2       |
|                          | Partito Socialista Democratico Italiano       | 7.028   | 3,2  | 2       |
|                          | Lega Lombarda                                 | 7.010   | 3,1  | 2       |
|                          | Movimento Sociale Italiano – Destra Nazionale | 6.578   | 3,0  | 1       |
|                          | Democrazia Proletaria                         | 3.612   | 1,6  | 1       |
|                          | Partito Liberale Italiano                     | 3.294   | 1,5  | –       |
|                          | Lista Antiproibizionisti sulla Droga          | 2.982   | 1,3  | –       |
|                          | Union Valdôtaine                              | 2.042   | 0,9  | –       |
| Gesamt                   | Gesamt                                        | 222.935 | 100  | 60      |
|                          |                                               |         |      |         |
| Ungültige Stimmen        | Ungültige Stimmen                             | 15.846  | 6,6  |         |
| Wähler                   | Wähler                                        | 238.781 | 86,7 |         |
| Wahlberechtigte          | Wahlberechtigte                               | 275.514 |      |         |
|                          |                                               |         |      |         |
| Quelle: Innenministerium |                                               |         |      |         |

### Verona
| Listen                   | Listen                                        | Stimmen | %    | Mandate |
| ------------------------ | --------------------------------------------- | ------- | ---- | ------- |
|                          | Democrazia Cristiana                          | 76.196  | 41,3 | 27      |
|                          | Partito Socialista Italiano                   | 32.789  | 17,8 | 12      |
|                          | Bürgerliste (PCI – Sonstige)                  | 20.565  | 11,2 | 7       |
|                          | Lega Lombarda                                 | 13.276  | 7,2  | 4       |
|                          | Lista Verde                                   | 8.514   | 4,6  | 3       |
|                          | Movimento Sociale Italiano – Destra Nazionale | 6.947   | 3,8  | 2       |
|                          | Verdi Arcobaleno                              | 6.732   | 3,7  | 2       |
|                          | Partito Repubblicano Italiano                 | 5.286   | 2,9  | 1       |
|                          | Partito Socialista Democratico Italiano       | 4.795   | 2,6  | 1       |
|                          | Partito Liberale Italiano                     | 3.675   | 2,0  | 1       |
|                          | Union Valdôtaine                              | 2.730   | 1,5  | –       |
|                          | Caccia Pesca Ambiente                         | 2.410   | 1,3  | –       |
|                          | Partito Sardo d’Azione                        | 502     | 0,3  | –       |
| Gesamt                   | Gesamt                                        | 184.417 | 100  | 60      |
|                          |                                               |         |      |         |
| Ungültige Stimmen        | Ungültige Stimmen                             | 10.641  | 5,5  |         |
| Wähler                   | Wähler                                        | 195.058 | 89,5 |         |
| Wahlberechtigte          | Wahlberechtigte                               | 217.858 |      |         |
|                          |                                               |         |      |         |
| Quelle: Innenministerium |                                               |         |      |         |

### Vicenza
| Listen                   | Listen                                        | Stimmen | %    | Mandate |
| ------------------------ | --------------------------------------------- | ------- | ---- | ------- |
|                          | Democrazia Cristiana                          | 30.921  | 39,5 | 21      |
|                          | Partito Socialista Italiano                   | 10.647  | 13,6 | 7       |
|                          | Lista Verde – Verdi Arcobaleno                | 9.931   | 12,7 | 7       |
|                          | Partito Comunista Italiano                    | 8.791   | 11,2 | 6       |
|                          | Lega Lombarda                                 | 4.626   | 5,9  | 3       |
|                          | Partito Repubblicano Italiano                 | 3.751   | 4,8  | 2       |
|                          | Movimento Sociale Italiano – Destra Nazionale | 3.049   | 3,9  | 2       |
|                          | Partito Liberale Italiano                     | 2.290   | 2,9  | 1       |
|                          | Union Valdôtaine                              | 2.280   | 2,9  | 1       |
|                          | Partito Socialista Democratico Italiano       | 1.270   | 1,6  | –       |
|                          | Democrazia Proletaria                         | 700     | 0,9  | –       |
| Gesamt                   | Gesamt                                        | 78.256  | 100  | 50      |
|                          |                                               |         |      |         |
| Ungültige Stimmen        | Ungültige Stimmen                             | 4.838   | 5,8  |         |
| Wähler                   | Wähler                                        | 83.094  | 90,9 |         |
| Wahlberechtigte          | Wahlberechtigte                               | 91.440  |      |         |
|                          |                                               |         |      |         |
| Quelle: Innenministerium |                                               |         |      |         |

### Gorizia
| Listen                   | Listen                                        | Stimmen | %    | Mandate |
| ------------------------ | --------------------------------------------- | ------- | ---- | ------- |
|                          | Democrazia Cristiana                          | 10.674  | 37,3 | 16      |
|                          | Partito Socialista Italiano                   | 3.762   | 13,1 | 5       |
|                          | Partito Comunista Italiano                    | 3.095   | 10,8 | 4       |
|                          | Movimento Sociale Italiano – Destra Nazionale | 2.707   | 9,4  | 4       |
|                          | Partito Socialista Democratico Italiano       | 1.922   | 6,7  | 3       |
|                          | Alleanza Verde Friuli-Venezia Giulia          | 1.542   | 5,4  | 2       |
|                          | Slovenska Skupnost                            | 1.417   | 4,9  | 2       |
|                          | Partito Repubblicano Italiano                 | 1.280   | 4,5  | 2       |
|                          | Lista Verde                                   | 913     | 3,2  | 1       |
|                          | Partito Liberale Italiano                     | 748     | 2,6  | 1       |
|                          | Movimento Friuli                              | 254     | 0,9  | –       |
|                          | Alleanza Verde Trieste                        | 167     | 0,6  | –       |
|                          | Democrazia Proletaria                         | 165     | 0,6  | –       |
| Gesamt                   | Gesamt                                        | 28.646  | 100  | 40      |
|                          |                                               |         |      |         |
| Ungültige Stimmen        | Ungültige Stimmen                             | 1.835   | 6,0  |         |
| Wähler                   | Wähler                                        | 30.481  | 90,1 |         |
| Wahlberechtigte          | Wahlberechtigte                               | 33.841  |      |         |
|                          |                                               |         |      |         |
| Quelle: Innenministerium |                                               |         |      |         |

### Udine
| Listen                   | Listen                                        | Stimmen | %    | Mandate |
| ------------------------ | --------------------------------------------- | ------- | ---- | ------- |
|                          | Democrazia Cristiana                          | 25.639  | 36,1 | 19      |
|                          | Partito Socialista Italiano                   | 14.311  | 20,1 | 11      |
|                          | Partito Comunista Italiano                    | 9.062   | 12,8 | 6       |
|                          | Alleanza Verde Friuli-Venezia Giulia          | 3.967   | 5,6  | 3       |
|                          | Partito Repubblicano Italiano                 | 3.918   | 5,5  | 3       |
|                          | Movimento Sociale Italiano – Destra Nazionale | 3.541   | 5,0  | 2       |
|                          | Partito Socialista Democratico Italiano       | 3.319   | 4,7  | 2       |
|                          | Verdi Friuli-Venezia Giulia                   | 2.802   | 3,9  | 2       |
|                          | Partito Liberale Italiano                     | 2.082   | 2,9  | 1       |
|                          | Movimento Friuli                              | 1.726   | 2,4  | 1       |
|                          | Democrazia Proletaria                         | 679     | 1,0  | –       |
| Gesamt                   | Gesamt                                        | 71.046  | 100  | 50      |
|                          |                                               |         |      |         |
| Ungültige Stimmen        | Ungültige Stimmen                             | 4.702   | 6,2  |         |
| Wähler                   | Wähler                                        | 75.748  | 88,4 |         |
| Wahlberechtigte          | Wahlberechtigte                               | 85.701  |      |         |
|                          |                                               |         |      |         |
| Quelle: Innenministerium |                                               |         |      |         |

### Genua
| Listen                   | Listen                                        | Stimmen | %    | Mandate |
| ------------------------ | --------------------------------------------- | ------- | ---- | ------- |
|                          | Partito Comunista Italiano                    | 144.761 | 30,7 | 26      |
|                          | Democrazia Cristiana                          | 107.596 | 22,8 | 19      |
|                          | Partito Socialista Italiano                   | 74.081  | 15,7 | 13      |
|                          | Lega Lombarda                                 | 27.278  | 5,8  | 5       |
|                          | Lista Verde – Verdi Arcobaleno                | 26.938  | 5,7  | 4       |
|                          | Partito Liberale Italiano                     | 24.864  | 5,3  | 4       |
|                          | Partito Repubblicano Italiano                 | 20.739  | 4,4  | 3       |
|                          | Movimento Sociale Italiano – Destra Nazionale | 14.700  | 3,1  | 2       |
|                          | Partito Socialista Democratico Italiano       | 12.922  | 2,7  | 2       |
|                          | Lista Antiproibizionisti sulla Droga          | 7.329   | 1,6  | 1       |
|                          | Partito Democratico                           | 5.681   | 1,2  | 1       |
|                          | Democrazia Proletaria                         | 4.641   | 1,0  | –       |
| Gesamt                   | Gesamt                                        | 471.530 | 100  | 80      |
|                          |                                               |         |      |         |
| Ungültige Stimmen        | Ungültige Stimmen                             | 29.908  | 6,0  |         |
| Wähler                   | Wähler                                        | 501.438 | 82,4 |         |
| Wahlberechtigte          | Wahlberechtigte                               | 608.399 |      |         |
|                          |                                               |         |      |         |
| Quelle: Innenministerium |                                               |         |      |         |

### Imperia
| Listen                   | Listen                                        | Stimmen | %    | Mandate |
| ------------------------ | --------------------------------------------- | ------- | ---- | ------- |
|                          | Democrazia Cristiana                          | 9.097   | 30,9 | 14      |
|                          | Partito Comunista Italiano                    | 5.476   | 18,6 | 8       |
|                          | Bürgerliste                                   | 4.016   | 13,6 | 6       |
|                          | Partito Socialista Italiano                   | 3.965   | 13,5 | 6       |
|                          | Partito Socialista Democratico Italiano       | 1.558   | 5,3  | 2       |
|                          | Partito Liberale Italiano                     | 1.200   | 4,1  | 1       |
|                          | Bürgerliste                                   | 1.188   | 4,0  | 1       |
|                          | Partito Repubblicano Italiano                 | 1.149   | 3,9  | 1       |
|                          | Lista Verde – Verdi Arcobaleno                | 897     | 3,0  | 1       |
|                          | Lega Lombarda                                 | 489     | 1,7  | –       |
|                          | Movimento Sociale Italiano – Destra Nazionale | 387     | 1,3  | –       |
| Gesamt                   | Gesamt                                        | 29.422  | 100  | 40      |
|                          |                                               |         |      |         |
| Ungültige Stimmen        | Ungültige Stimmen                             | 1.753   | 5,6  |         |
| Wähler                   | Wähler                                        | 31.175  | 89,6 |         |
| Wahlberechtigte          | Wahlberechtigte                               | 34.806  |      |         |
|                          |                                               |         |      |         |
| Quelle: Innenministerium |                                               |         |      |         |

### La Spezia
| Listen                   | Listen                                        | Stimmen | %    | Mandate |
| ------------------------ | --------------------------------------------- | ------- | ---- | ------- |
|                          | Partito Comunista Italiano                    | 24.421  | 32,6 | 18      |
|                          | Democrazia Cristiana                          | 21.666  | 28,9 | 15      |
|                          | Partito Socialista Italiano                   | 11.336  | 15,1 | 8       |
|                          | Lista Verde – Verdi Arcobaleno                | 4.242   | 5,7  | 3       |
|                          | Partito Repubblicano Italiano                 | 4.001   | 5,3  | 2       |
|                          | Movimento Sociale Italiano – Destra Nazionale | 2.115   | 2,8  | 1       |
|                          | Partito Socialista Democratico Italiano       | 1.944   | 2,6  | 1       |
|                          | Lega Lombarda                                 | 1.678   | 2,2  | 1       |
|                          | Bürgerliste                                   | 1.580   | 2,1  | 1       |
|                          | Partito Liberale Italiano                     | 1.116   | 1,5  | –       |
|                          | Democrazia Proletaria                         | 899     | 1,2  | –       |
| Gesamt                   | Gesamt                                        | 74.998  | 100  | 50      |
|                          |                                               |         |      |         |
| Ungültige Stimmen        | Ungültige Stimmen                             | 4.091   | 5,2  |         |
| Wähler                   | Wähler                                        | 79.089  | 86,0 |         |
| Wahlberechtigte          | Wahlberechtigte                               | 91.964  |      |         |
|                          |                                               |         |      |         |
| Quelle: Innenministerium |                                               |         |      |         |

### Savona
| Listen                   | Listen                                        | Stimmen | %    | Mandate |
| ------------------------ | --------------------------------------------- | ------- | ---- | ------- |
|                          | Partito Comunista Italiano                    | 16.475  | 33,9 | 15      |
|                          | Democrazia Cristiana                          | 11.237  | 23,1 | 10      |
|                          | Partito Socialista Italiano                   | 7.744   | 15,9 | 7       |
|                          | Lega Lombarda                                 | 3.996   | 8,2  | 3       |
|                          | Lista Verde – Verdi Arcobaleno                | 2.940   | 6,0  | 2       |
|                          | Partito Repubblicano Italiano                 | 2.056   | 4,2  | 1       |
|                          | Partito Liberale Italiano                     | 1.280   | 2,6  | 1       |
|                          | Movimento Sociale Italiano – Destra Nazionale | 1.175   | 2,4  | 1       |
|                          | Partito Socialista Democratico Italiano       | 1.021   | 2,1  | –       |
|                          | Democrazia Proletaria                         | 672     | 1,4  | –       |
| Gesamt                   | Gesamt                                        | 48.596  | 100  | 40      |
|                          |                                               |         |      |         |
| Ungültige Stimmen        | Ungültige Stimmen                             | 3.965   | 7,5  |         |
| Wähler                   | Wähler                                        | 52.561  | 86,3 |         |
| Wahlberechtigte          | Wahlberechtigte                               | 60.908  |      |         |
|                          |                                               |         |      |         |
| Quelle: Innenministerium |                                               |         |      |         |

### Bologna
| Listen                   | Listen                                        | Stimmen | %    | Mandate |
| ------------------------ | --------------------------------------------- | ------- | ---- | ------- |
|                          | Partito Comunista Italiano                    | 124.237 | 38,7 | 25      |
|                          | Democrazia Cristiana                          | 65.354  | 20,4 | 13      |
|                          | Partito Socialista Italiano                   | 44.068  | 13,7 | 9       |
|                          | Partito Repubblicano Italiano                 | 17.670  | 5,5  | 3       |
|                          | Lista Verde                                   | 13.217  | 4,1  | 2       |
|                          | Movimento Sociale Italiano – Destra Nazionale | 12.707  | 4,0  | 2       |
|                          | Partito Liberale Italiano                     | 9.040   | 2,8  | 1       |
|                          | Lega Lombarda                                 | 6.783   | 2,1  | 1       |
|                          | Democrazia Proletaria                         | 6.155   | 1,9  | 1       |
|                          | Verdi Arcobaleno                              | 6.118   | 1,9  | 1       |
|                          | Partito Socialista Democratico Italiano       | 5.824   | 1,8  | 1       |
|                          | Lista Antiproibizionisti sulla Droga          | 5.294   | 1,6  | 1       |
|                          | Lista Pensionati                              | 4.383   | 1,4  | –       |
| Gesamt                   | Gesamt                                        | 320.850 | 100  | 60      |
|                          |                                               |         |      |         |
| Ungültige Stimmen        | Ungültige Stimmen                             | 16.952  | 5,0  |         |
| Wähler                   | Wähler                                        | 337.802 | 92,1 |         |
| Wahlberechtigte          | Wahlberechtigte                               | 366.925 |      |         |
|                          |                                               |         |      |         |
| Quelle: Innenministerium |                                               |         |      |         |

### Ferrara
| Listen                   | Listen                                        | Stimmen | %    | Mandate |
| ------------------------ | --------------------------------------------- | ------- | ---- | ------- |
|                          | Partito Comunista Italiano                    | 45.321  | 41,7 | 22      |
|                          | Democrazia Cristiana                          | 22.407  | 20,6 | 11      |
|                          | Partito Socialista Italiano                   | 18.233  | 16,8 | 9       |
|                          | Lista Verde                                   | 4.526   | 4,2  | 2       |
|                          | Movimento Sociale Italiano – Destra Nazionale | 4.310   | 4,0  | 2       |
|                          | Partito Socialista Democratico Italiano       | 3.888   | 3,6  | 1       |
|                          | Verdi Arcobaleno                              | 3.471   | 3,2  | 1       |
|                          | Partito Repubblicano Italiano                 | 3.033   | 2,8  | 1       |
|                          | Partito Liberale Italiano                     | 2.470   | 2,3  | 1       |
|                          | Democrazia Proletaria                         | 906     | 0,8  | –       |
| Gesamt                   | Gesamt                                        | 108.565 | 100  | 50      |
|                          |                                               |         |      |         |
| Ungültige Stimmen        | Ungültige Stimmen                             | 6.226   | 5,4  |         |
| Wähler                   | Wähler                                        | 114.791 | 93,6 |         |
| Wahlberechtigte          | Wahlberechtigte                               | 122.667 |      |         |
|                          |                                               |         |      |         |
| Quelle: Innenministerium |                                               |         |      |         |

### Forlì
| Listen                   | Listen                                        | Stimmen | %    | Mandate |
| ------------------------ | --------------------------------------------- | ------- | ---- | ------- |
|                          | Partito Comunista Italiano                    | 32.177  | 39,6 | 22      |
|                          | Democrazia Cristiana                          | 15.898  | 19,6 | 10      |
|                          | Partito Repubblicano Italiano                 | 14.495  | 17,9 | 9       |
|                          | Partito Socialista Italiano                   | 7.730   | 9,5  | 5       |
|                          | Lista Verde                                   | 4.025   | 5,0  | 2       |
|                          | Movimento Sociale Italiano – Destra Nazionale | 2.792   | 3,4  | 1       |
|                          | Caccia Pesca Ambiente                         | 1.793   | 2,2  | 1       |
|                          | Partito Liberale Italiano                     | 1.049   | 1,3  | –       |
|                          | Democrazia Proletaria                         | 676     | 0,8  | –       |
|                          | Partito Socialista Democratico Italiano       | 533     | 0,7  | –       |
| Gesamt                   | Gesamt                                        | 81.168  | 100  | 50      |
|                          |                                               |         |      |         |
| Ungültige Stimmen        | Ungültige Stimmen                             | 3.993   | 4,7  |         |
| Wähler                   | Wähler                                        | 85.161  | 91,9 |         |
| Wahlberechtigte          | Wahlberechtigte                               | 92.706  |      |         |
|                          |                                               |         |      |         |
| Quelle: Innenministerium |                                               |         |      |         |

### Modena
| Listen                   | Listen                                        | Stimmen | %    | Mandate |
| ------------------------ | --------------------------------------------- | ------- | ---- | ------- |
|                          | Partito Comunista Italiano                    | 60.640  | 45,7 | 25      |
|                          | Democrazia Cristiana                          | 29.710  | 22,4 | 12      |
|                          | Partito Socialista Italiano                   | 16.808  | 12,7 | 6       |
|                          | Lista Verde – Verdi Arcobaleno                | 7.752   | 5,8  | 3       |
|                          | Partito Repubblicano Italiano                 | 5.768   | 4,3  | 2       |
|                          | Movimento Sociale Italiano – Destra Nazionale | 3.873   | 2,9  | 1       |
|                          | Partito Liberale Italiano                     | 2.919   | 2,2  | 1       |
|                          | Partito Socialista Democratico Italiano       | 2.095   | 1,6  | –       |
|                          | Lista Antiproibizionisti sulla Droga          | 1.745   | 1,3  | –       |
|                          | Democrazia Proletaria                         | 1.295   | 1,0  | –       |
| Gesamt                   | Gesamt                                        | 132.605 | 100  | 50      |
|                          |                                               |         |      |         |
| Ungültige Stimmen        | Ungültige Stimmen                             | 6.545   | 4,7  |         |
| Wähler                   | Wähler                                        | 139.150 | 92,8 |         |
| Wahlberechtigte          | Wahlberechtigte                               | 149.921 |      |         |
|                          |                                               |         |      |         |
| Quelle: Innenministerium |                                               |         |      |         |

### Parma
| Listen                   | Listen                                        | Stimmen | %    | Mandate |
| ------------------------ | --------------------------------------------- | ------- | ---- | ------- |
|                          | Partito Comunista Italiano                    | 42.125  | 32,7 | 17      |
|                          | Democrazia Cristiana                          | 33.594  | 26,0 | 14      |
|                          | Partito Socialista Italiano                   | 22.943  | 17,8 | 9       |
|                          | Lega Lombarda                                 | 7.254   | 5,6  | 3       |
|                          | Partito Repubblicano Italiano                 | 5.188   | 4,0  | 2       |
|                          | Lista Verde                                   | 4.956   | 3,8  | 2       |
|                          | Partito Socialista Democratico Italiano       | 4.166   | 3,2  | 1       |
|                          | Movimento Sociale Italiano – Destra Nazionale | 3.536   | 2,7  | 1       |
|                          | Verdi Arcobaleno                              | 2.500   | 1,9  | 1       |
|                          | Partito Liberale Italiano                     | 1.740   | 1,3  | –       |
|                          | Democrazia Proletaria                         | 959     | 0,7  | –       |
| Gesamt                   | Gesamt                                        | 128.961 | 100  | 50      |
|                          |                                               |         |      |         |
| Ungültige Stimmen        | Ungültige Stimmen                             | 6.566   | 4,8  |         |
| Wähler                   | Wähler                                        | 135.527 | 91,8 |         |
| Wahlberechtigte          | Wahlberechtigte                               | 147.613 |      |         |
|                          |                                               |         |      |         |
| Quelle: Innenministerium |                                               |         |      |         |

### Piacenza
| Listen                   | Listen                                        | Stimmen | %    | Mandate |
| ------------------------ | --------------------------------------------- | ------- | ---- | ------- |
|                          | Democrazia Cristiana                          | 20.241  | 26,0 | 14      |
|                          | Partito Comunista Italiano                    | 18.718  | 24,1 | 13      |
|                          | Partito Socialista Italiano                   | 11.396  | 14,6 | 7       |
|                          | Movimento Sociale Italiano – Destra Nazionale | 4.863   | 6,3  | 3       |
|                          | Partito Liberale Italiano                     | 4.850   | 6,2  | 3       |
|                          | Partito Socialista Democratico Italiano       | 4.150   | 5,3  | 2       |
|                          | Lega Lombarda                                 | 2.974   | 3,8  | 2       |
|                          | Lista Pensionati                              | 2.912   | 3,7  | 2       |
|                          | Lista Verde – Verdi Arcobaleno                | 2.868   | 3,7  | 2       |
|                          | Partito Repubblicano Italiano                 | 2.182   | 2,8  | 1       |
|                          | Lista ecologica                               | 1.830   | 2,4  | 1       |
|                          | Lista Antiproibizionisti sulla Droga          | 818     | 1,1  | –       |
| Gesamt                   | Gesamt                                        | 77.802  | 100  | 50      |
|                          |                                               |         |      |         |
| Ungültige Stimmen        | Ungültige Stimmen                             | 5.386   | 6,5  |         |
| Wähler                   | Wähler                                        | 83.188  | 93,3 |         |
| Wahlberechtigte          | Wahlberechtigte                               | 89.183  |      |         |
|                          |                                               |         |      |         |
| Quelle: Innenministerium |                                               |         |      |         |

### Reggio nell’Emilia
| Listen                   | Listen                                        | Stimmen | %    | Mandate |
| ------------------------ | --------------------------------------------- | ------- | ---- | ------- |
|                          | Partito Comunista Italiano                    | 44.706  | 45,4 | 25      |
|                          | Democrazia Cristiana                          | 22.782  | 23,1 | 12      |
|                          | Partito Socialista Italiano                   | 12.924  | 13,1 | 7       |
|                          | Lega Lombarda                                 | 4.203   | 4,3  | 2       |
|                          | Partito Repubblicano Italiano                 | 3.504   | 3,6  | 1       |
|                          | Lista Verde                                   | 2.908   | 3,0  | 1       |
|                          | Partito Socialista Democratico Italiano       | 2.192   | 2,2  | 1       |
|                          | Movimento Sociale Italiano – Destra Nazionale | 2.101   | 2,1  | 1       |
|                          | Verdi Arcobaleno                              | 1.231   | 1,3  | –       |
|                          | Partito Liberale Italiano                     | 1.111   | 1,1  | –       |
|                          | Democrazia Proletaria                         | 757     | 0,8  | –       |
| Gesamt                   | Gesamt                                        | 98.419  | 100  | 50      |
|                          |                                               |         |      |         |
| Ungültige Stimmen        | Ungültige Stimmen                             | 3.961   | 3,9  |         |
| Wähler                   | Wähler                                        | 102.380 | 92,7 |         |
| Wahlberechtigte          | Wahlberechtigte                               | 110.387 |      |         |
|                          |                                               |         |      |         |
| Quelle: Innenministerium |                                               |         |      |         |

### Arezzo
| Listen                   | Listen                                        | Stimmen | %    | Mandate |
| ------------------------ | --------------------------------------------- | ------- | ---- | ------- |
|                          | Partito Comunista Italiano                    | 21.450  | 33,3 | 14      |
|                          | Democrazia Cristiana                          | 18.902  | 29,3 | 13      |
|                          | Partito Socialista Italiano                   | 10.699  | 16,6 | 7       |
|                          | Caccia Pesca Ambiente                         | 3.428   | 5,3  | 2       |
|                          | Lista Verde – Verdi Arcobaleno                | 3.318   | 5,1  | 2       |
|                          | Movimento Sociale Italiano – Destra Nazionale | 2.286   | 3,5  | 1       |
|                          | Partito Repubblicano Italiano                 | 1.644   | 2,6  | 1       |
|                          | Partito Socialista Democratico Italiano       | 795     | 1,2  | –       |
|                          | Partito Liberale Italiano                     | 742     | 1,2  | –       |
|                          | Bürgerliste                                   | 703     | 1,1  | –       |
|                          | Lega Lombarda                                 | 469     | 0,7  | –       |
| Gesamt                   | Gesamt                                        | 64.436  | 100  | 40      |
|                          |                                               |         |      |         |
| Ungültige Stimmen        | Ungültige Stimmen                             | 3.965   | 5,8  |         |
| Wähler                   | Wähler                                        | 68.401  | 89,7 |         |
| Wahlberechtigte          | Wahlberechtigte                               | 76.294  |      |         |
|                          |                                               |         |      |         |
| Quelle: Innenministerium |                                               |         |      |         |

### Florenz
| Listen                   | Listen                                        | Stimmen | %    | Mandate |
| ------------------------ | --------------------------------------------- | ------- | ---- | ------- |
|                          | Partito Comunista Italiano                    | 90.615  | 32,5 | 21      |
|                          | Democrazia Cristiana                          | 73.267  | 26,3 | 17      |
|                          | Partito Socialista Italiano                   | 37.273  | 13,4 | 9       |
|                          | Partito Repubblicano Italiano                 | 19.437  | 7,0  | 4       |
|                          | Movimento Sociale Italiano – Destra Nazionale | 9.790   | 3,5  | 2       |
|                          | Lista Verde                                   | 9.736   | 3,5  | 2       |
|                          | Partito Socialista Democratico Italiano       | 6.790   | 2,4  | 1       |
|                          | Verdi Arcobaleno                              | 5.799   | 2,1  | 1       |
|                          | Caccia Pesca Ambiente                         | 4.424   | 1,6  | 1       |
|                          | Partito Liberale Italiano                     | 4.420   | 1,6  | 1       |
|                          | Lista Pensionati                              | 4.317   | 1,5  | 1       |
|                          | Democrazia Proletaria                         | 4.109   | 1,5  | –       |
|                          | Bürgerliste                                   | 3.857   | 1,4  | –       |
|                          | Lega Lombarda                                 | 2.060   | 0,7  | –       |
|                          | Lista autonomista                             | 1.814   | 0,7  | –       |
|                          | Union Valdôtaine                              | 1.122   | 0,4  | –       |
| Gesamt                   | Gesamt                                        | 278.830 | 100  | 60      |
|                          |                                               |         |      |         |
| Ungültige Stimmen        | Ungültige Stimmen                             | 18.127  | 6,1  |         |
| Wähler                   | Wähler                                        | 296.957 | 84,9 |         |
| Wahlberechtigte          | Wahlberechtigte                               | 349.854 |      |         |
|                          |                                               |         |      |         |
| Quelle: Innenministerium |                                               |         |      |         |

### Livorno
| Listen                   | Listen                                        | Stimmen | %    | Mandate |
| ------------------------ | --------------------------------------------- | ------- | ---- | ------- |
|                          | Partito Comunista Italiano                    | 52.955  | 45,2 | 25      |
|                          | Democrazia Cristiana                          | 23.360  | 19,9 | 11      |
|                          | Partito Socialista Italiano                   | 18.311  | 15,6 | 8       |
|                          | Lista Verde – Verdi Arcobaleno                | 7.385   | 6,3  | 3       |
|                          | Partito Repubblicano Italiano                 | 5.749   | 4,9  | 2       |
|                          | Movimento Sociale Italiano – Destra Nazionale | 3.964   | 3,4  | 1       |
|                          | Partito Socialista Democratico Italiano       | 2.061   | 1,8  | –       |
|                          | Democrazia Proletaria                         | 1.966   | 1,7  | –       |
|                          | Partito Liberale Italiano                     | 1.484   | 1,3  | –       |
| Gesamt                   | Gesamt                                        | 117.235 | 100  | 50      |
|                          |                                               |         |      |         |
| Ungültige Stimmen        | Ungültige Stimmen                             | 6.971   | 5,6  |         |
| Wähler                   | Wähler                                        | 124.206 | 86,9 |         |
| Wahlberechtigte          | Wahlberechtigte                               | 142.915 |      |         |
|                          |                                               |         |      |         |
| Quelle: Innenministerium |                                               |         |      |         |

### Lucca
| Listen                   | Listen                                        | Stimmen | %    | Mandate |
| ------------------------ | --------------------------------------------- | ------- | ---- | ------- |
|                          | Democrazia Cristiana                          | 26.504  | 44,7 | 20      |
|                          | Partito Comunista Italiano                    | 9.067   | 15,3 | 7       |
|                          | Partito Socialista Italiano                   | 8.470   | 14,3 | 6       |
|                          | Lista Verde – Verdi Arcobaleno                | 3.885   | 6,5  | 2       |
|                          | Partito Liberale Italiano                     | 2.477   | 4,2  | 1       |
|                          | Movimento Sociale Italiano – Destra Nazionale | 2.455   | 4,1  | 1       |
|                          | Caccia Pesca Ambiente                         | 2.184   | 3,7  | 1       |
|                          | Partito Repubblicano Italiano                 | 1.840   | 3,1  | 1       |
|                          | Partito Socialista Democratico Italiano       | 1.715   | 2,9  | 1       |
|                          | Democrazia Proletaria                         | 741     | 1,2  | –       |
| Gesamt                   | Gesamt                                        | 59.338  | 100  | 40      |
|                          |                                               |         |      |         |
| Ungültige Stimmen        | Ungültige Stimmen                             | 4.806   | 7,5  |         |
| Wähler                   | Wähler                                        | 64.144  | 86,9 |         |
| Wahlberechtigte          | Wahlberechtigte                               | 73.775  |      |         |
|                          |                                               |         |      |         |
| Quelle: Innenministerium |                                               |         |      |         |

### Massa
| Listen                   | Listen                                        | Stimmen | %    | Mandate |
| ------------------------ | --------------------------------------------- | ------- | ---- | ------- |
|                          | Democrazia Cristiana                          | 14.496  | 30,7 | 14      |
|                          | Partito Socialista Italiano                   | 10.068  | 21,3 | 9       |
|                          | Partito Comunista Italiano                    | 9.706   | 20,6 | 9       |
|                          | Partito Repubblicano Italiano                 | 4.214   | 8,9  | 4       |
|                          | Lista Verde – Verdi Arcobaleno                | 1.960   | 4,2  | 1       |
|                          | Partito Socialista Democratico Italiano       | 1.824   | 3,9  | 1       |
|                          | Movimento Sociale Italiano – Destra Nazionale | 1.488   | 3,2  | 1       |
|                          | Bürgerliste                                   | 1.320   | 2,8  | 1       |
|                          | Caccia Pesca Ambiente                         | 859     | 1,8  | –       |
|                          | Democrazia Proletaria                         | 492     | 1,0  | –       |
|                          | Partito Liberale Italiano                     | 465     | 1,0  | –       |
|                          | Lega Lombarda                                 | 287     | 0,6  | –       |
| Gesamt                   | Gesamt                                        | 47.179  | 100  | 40      |
|                          |                                               |         |      |         |
| Ungültige Stimmen        | Ungültige Stimmen                             | 3.060   | 6,1  |         |
| Wähler                   | Wähler                                        | 50.239  | 90,1 |         |
| Wahlberechtigte          | Wahlberechtigte                               | 55.738  |      |         |
|                          |                                               |         |      |         |
| Quelle: Innenministerium |                                               |         |      |         |

### Pisa
| Listen                   | Listen                                        | Stimmen | %    | Mandate |
| ------------------------ | --------------------------------------------- | ------- | ---- | ------- |
|                          | Partito Comunista Italiano                    | 21.093  | 30,5 | 16      |
|                          | Democrazia Cristiana                          | 17.727  | 25,6 | 14      |
|                          | Partito Socialista Italiano                   | 12.894  | 18,6 | 10      |
|                          | Partito Repubblicano Italiano                 | 4.692   | 6,8  | 3       |
|                          | Lista Verde – Verdi Arcobaleno                | 3.730   | 5,4  | 2       |
|                          | Movimento Sociale Italiano – Destra Nazionale | 3.521   | 5,1  | 2       |
|                          | Partito Socialista Democratico Italiano       | 1.678   | 2,4  | 1       |
|                          | Partito Liberale Italiano                     | 1.529   | 2,2  | 1       |
|                          | Democrazia Proletaria                         | 1.328   | 1,9  | 1       |
|                          | Lista Antiproibizionisti sulla Droga          | 1.024   | 1,5  | –       |
| Gesamt                   | Gesamt                                        | 69.216  | 100  | 50      |
|                          |                                               |         |      |         |
| Ungültige Stimmen        | Ungültige Stimmen                             | 4.177   | 5,7  |         |
| Wähler                   | Wähler                                        | 73.393  | 87,1 |         |
| Wahlberechtigte          | Wahlberechtigte                               | 84.300  |      |         |
|                          |                                               |         |      |         |
| Quelle: Innenministerium |                                               |         |      |         |

### Pistoia
| Listen                   | Listen                                        | Stimmen | %    | Mandate |
| ------------------------ | --------------------------------------------- | ------- | ---- | ------- |
|                          | Partito Comunista Italiano                    | 26.027  | 41,1 | 18      |
|                          | Democrazia Cristiana                          | 16.524  | 26,1 | 11      |
|                          | Partito Socialista Italiano                   | 8.520   | 13,5 | 5       |
|                          | Lista Verde – Verdi Arcobaleno                | 4.002   | 6,3  | 2       |
|                          | Partito Repubblicano Italiano                 | 2.976   | 4,7  | 2       |
|                          | Movimento Sociale Italiano – Destra Nazionale | 1.832   | 2,9  | 1       |
|                          | Partito Socialista Democratico Italiano       | 1.441   | 2,3  | 1       |
|                          | Lista Pensionati                              | 1.012   | 1,6  | –       |
|                          | Democrazia Proletaria                         | 626     | 1,0  | –       |
|                          | Partito Liberale Italiano                     | 360     | 0,6  | –       |
| Gesamt                   | Gesamt                                        | 63.320  | 100  | 40      |
|                          |                                               |         |      |         |
| Ungültige Stimmen        | Ungültige Stimmen                             | 5.445   | 7,9  |         |
| Wähler                   | Wähler                                        | 68.765  | 89,7 |         |
| Wahlberechtigte          | Wahlberechtigte                               | 76.650  |      |         |
|                          |                                               |         |      |         |
| Quelle: Innenministerium |                                               |         |      |         |

### Perugia
| Listen                   | Listen                                        | Stimmen | %    | Mandate |
| ------------------------ | --------------------------------------------- | ------- | ---- | ------- |
|                          | Partito Comunista Italiano                    | 40.005  | 38,4 | 21      |
|                          | Democrazia Cristiana                          | 25.465  | 24,5 | 13      |
|                          | Partito Socialista Italiano                   | 21.943  | 21,1 | 12      |
|                          | Movimento Sociale Italiano – Destra Nazionale | 4.398   | 4,2  | 2       |
|                          | Partito Repubblicano Italiano                 | 3.383   | 3,2  | 1       |
|                          | Lista Verde                                   | 3.028   | 2,9  | 1       |
|                          | Verdi Arcobaleno                              | 1.721   | 1,7  | –       |
|                          | Partito Liberale Italiano                     | 1.137   | 1,1  | –       |
|                          | Lista Pensionati                              | 1.024   | 1,0  | –       |
|                          | Democrazia Proletaria                         | 1.011   | 1,0  | –       |
|                          | Partito Socialista Democratico Italiano       | 1.003   | 1,0  | –       |
| Gesamt                   | Gesamt                                        | 104.118 | 100  | 50      |
|                          |                                               |         |      |         |
| Ungültige Stimmen        | Ungültige Stimmen                             | 5.481   | 5,0  |         |
| Wähler                   | Wähler                                        | 109.599 | 91,2 |         |
| Wahlberechtigte          | Wahlberechtigte                               | 120.228 |      |         |
|                          |                                               |         |      |         |
| Quelle: Innenministerium |                                               |         |      |         |

### Terni
| Listen                   | Listen                                        | Stimmen | %    | Mandate |
| ------------------------ | --------------------------------------------- | ------- | ---- | ------- |
|                          | Partito Comunista Italiano                    | 26.857  | 34,3 | 19      |
|                          | Partito Socialista Italiano                   | 17.291  | 22,1 | 12      |
|                          | Democrazia Cristiana                          | 16.321  | 20,8 | 11      |
|                          | Caccia Pesca Ambiente                         | 3.949   | 5,0  | 2       |
|                          | Partito Repubblicano Italiano                 | 3.846   | 4,9  | 2       |
|                          | Movimento Sociale Italiano – Destra Nazionale | 2.751   | 3,5  | 1       |
|                          | Partito Socialista Democratico Italiano       | 2.017   | 2,6  | 1       |
|                          | Partito Liberale Italiano                     | 1.647   | 2,1  | 1       |
|                          | Lista Verde                                   | 1.405   | 1,8  | 1       |
|                          | Verdi Arcobaleno                              | 1.238   | 1,6  | –       |
|                          | Democrazia Proletaria                         | 983     | 1,3  | –       |
| Gesamt                   | Gesamt                                        | 78.305  | 100  | 50      |
|                          |                                               |         |      |         |
| Ungültige Stimmen        | Ungültige Stimmen                             | 5.093   | 6,1  |         |
| Wähler                   | Wähler                                        | 83.398  | 90,7 |         |
| Wahlberechtigte          | Wahlberechtigte                               | 91.906  |      |         |
|                          |                                               |         |      |         |
| Quelle: Innenministerium |                                               |         |      |         |

### Ascoli Piceno
| Listen                   | Listen                                        | Stimmen | %    | Mandate |
| ------------------------ | --------------------------------------------- | ------- | ---- | ------- |
|                          | Democrazia Cristiana                          | 18.726  | 50,5 | 23      |
|                          | Partito Socialista Italiano                   | 6.271   | 16,9 | 7       |
|                          | Partito Comunista Italiano                    | 5.693   | 15,3 | 6       |
|                          | Movimento Sociale Italiano – Destra Nazionale | 1.353   | 3,6  | 1       |
|                          | Partito Socialista Democratico Italiano       | 1.209   | 3,3  | 1       |
|                          | Partito Repubblicano Italiano                 | 1.161   | 3,1  | 1       |
|                          | Lista Verde                                   | 826     | 2,2  | 1       |
|                          | Verdi Arcobaleno                              | 714     | 1,9  | –       |
|                          | Partito Liberale Italiano                     | 386     | 1,0  | –       |
|                          | Democrazia Proletaria                         | 382     | 1,0  | –       |
|                          | Lista Antiproibizionisti sulla Droga          | 374     | 1,0  | –       |
| Gesamt                   | Gesamt                                        | 37.095  | 100  | 40      |
|                          |                                               |         |      |         |
| Ungültige Stimmen        | Ungültige Stimmen                             | 2.451   | 6,2  |         |
| Wähler                   | Wähler                                        | 39.546  | 87,2 |         |
| Wahlberechtigte          | Wahlberechtigte                               | 45.332  |      |         |
|                          |                                               |         |      |         |
| Quelle: Innenministerium |                                               |         |      |         |

### Macerata
| Listen                   | Listen                                        | Stimmen | %    | Mandate |
| ------------------------ | --------------------------------------------- | ------- | ---- | ------- |
|                          | Democrazia Cristiana                          | 12.104  | 40,1 | 17      |
|                          | Partito Socialista Italiano                   | 5.022   | 16,6 | 7       |
|                          | Partito Comunista Italiano                    | 4.470   | 14,8 | 6       |
|                          | Partito Repubblicano Italiano                 | 3.415   | 11,3 | 5       |
|                          | Movimento Sociale Italiano – Destra Nazionale | 1.986   | 6,6  | 2       |
|                          | Lista Verde                                   | 1.553   | 5,1  | 2       |
|                          | Partito Socialista Democratico Italiano       | 1.287   | 4,3  | 1       |
|                          | Partito Liberale Italiano                     | 382     | 1,3  | –       |
| Gesamt                   | Gesamt                                        | 30.219  | 100  | 40      |
|                          |                                               |         |      |         |
| Ungültige Stimmen        | Ungültige Stimmen                             | 2.230   | 6,9  |         |
| Wähler                   | Wähler                                        | 32.449  | 90,1 |         |
| Wahlberechtigte          | Wahlberechtigte                               | 36.031  |      |         |
|                          |                                               |         |      |         |
| Quelle: Innenministerium |                                               |         |      |         |

### Pesaro
| Listen                   | Listen                                        | Stimmen | %    | Mandate |
| ------------------------ | --------------------------------------------- | ------- | ---- | ------- |
|                          | Partito Comunista Italiano                    | 24.256  | 37,2 | 16      |
|                          | Democrazia Cristiana                          | 19.039  | 29,2 | 12      |
|                          | Partito Socialista Italiano                   | 11.361  | 17,4 | 7       |
|                          | Lista Verde                                   | 2.956   | 4,5  | 2       |
|                          | Movimento Sociale Italiano – Destra Nazionale | 2.218   | 3,4  | 1       |
|                          | Partito Repubblicano Italiano                 | 2.185   | 3,4  | 1       |
|                          | Verdi Arcobaleno                              | 1.556   | 2,4  | 1       |
|                          | Partito Socialista Democratico Italiano       | 791     | 1,2  | –       |
|                          | Democrazia Proletaria                         | 773     | 1,2  | –       |
| Gesamt                   | Gesamt                                        | 65.135  | 100  | 40      |
|                          |                                               |         |      |         |
| Ungültige Stimmen        | Ungültige Stimmen                             | 3.664   | 5,3  |         |
| Wähler                   | Wähler                                        | 68.799  | 91,6 |         |
| Wahlberechtigte          | Wahlberechtigte                               | 75.091  |      |         |
|                          |                                               |         |      |         |
| Quelle: Innenministerium |                                               |         |      |         |

### Frosinone
| Listen                   | Listen                                        | Stimmen | %    | Mandate |
| ------------------------ | --------------------------------------------- | ------- | ---- | ------- |
|                          | Democrazia Cristiana                          | 13.017  | 41,0 | 18      |
|                          | Partito Socialista Italiano                   | 4.853   | 15,3 | 6       |
|                          | Partito Socialista Democratico Italiano       | 3.483   | 11,0 | 4       |
|                          | Partito Comunista Italiano                    | 2.884   | 9,1  | 4       |
|                          | Movimento Sociale Italiano – Destra Nazionale | 2.567   | 8,1  | 3       |
|                          | Partito Repubblicano Italiano                 | 1.688   | 5,3  | 2       |
|                          | Bürgerliste                                   | 1.312   | 4,1  | 1       |
|                          | Partito Liberale Italiano                     | 1.033   | 3,3  | 1       |
|                          | Lista Verde – Verdi Arcobaleno                | 933     | 2,9  | 1       |
| Gesamt                   | Gesamt                                        | 31.770  | 100  | 40      |
|                          |                                               |         |      |         |
| Ungültige Stimmen        | Ungültige Stimmen                             | 1.769   | 5,3  |         |
| Wähler                   | Wähler                                        | 33.539  | 89,2 |         |
| Wahlberechtigte          | Wahlberechtigte                               | 37.590  |      |         |
|                          |                                               |         |      |         |
| Quelle: Innenministerium |                                               |         |      |         |

### Latina
| Listen                   | Listen                                        | Stimmen | %    | Mandate |
| ------------------------ | --------------------------------------------- | ------- | ---- | ------- |
|                          | Democrazia Cristiana                          | 40.038  | 56,9 | 25      |
|                          | Partito Socialista Italiano                   | 10.841  | 15,4 | 7       |
|                          | Partito Comunista Italiano                    | 5.366   | 7,6  | 3       |
|                          | Movimento Sociale Italiano – Destra Nazionale | 3.823   | 5,4  | 2       |
|                          | Partito Socialista Democratico Italiano       | 2.635   | 3,7  | 1       |
|                          | Partito Repubblicano Italiano                 | 2.551   | 3,6  | 1       |
|                          | Partito Liberale Italiano                     | 1.675   | 2,4  | 1       |
|                          | Verdi Arcobaleno                              | 1.490   | 2,1  | –       |
|                          | Lista Verde                                   | 1.056   | 1,5  | –       |
|                          | Democrazia Proletaria                         | 652     | 0,9  | –       |
|                          | Unabhängige                                   | 263     | 0,4  | –       |
| Gesamt                   | Gesamt                                        | 70.390  | 100  | 40      |
|                          |                                               |         |      |         |
| Ungültige Stimmen        | Ungültige Stimmen                             | 2.170   | 3,0  |         |
| Wähler                   | Wähler                                        | 72.560  | 89,6 |         |
| Wahlberechtigte          | Wahlberechtigte                               | 80.956  |      |         |
|                          |                                               |         |      |         |
| Quelle: Innenministerium |                                               |         |      |         |

### Rieti
| Listen                   | Listen                                        | Stimmen | %    | Mandate |
| ------------------------ | --------------------------------------------- | ------- | ---- | ------- |
|                          | Democrazia Cristiana                          | 9.835   | 32,0 | 14      |
|                          | Partito Socialista Italiano                   | 7.541   | 24,5 | 11      |
|                          | Partito Comunista Italiano                    | 5.907   | 19,2 | 8       |
|                          | Partito Repubblicano Italiano                 | 2.547   | 8,3  | 3       |
|                          | Movimento Sociale Italiano – Destra Nazionale | 1.690   | 5,5  | 2       |
|                          | Bürgerliste                                   | 1.058   | 3,4  | 1       |
|                          | Partito Socialista Democratico Italiano       | 1.014   | 3,3  | 1       |
|                          | Partito Liberale Italiano                     | 410     | 1,3  | –       |
|                          | Lista Verde                                   | 390     | 1,3  | –       |
|                          | Verdi Arcobaleno                              | 348     | 1,1  | –       |
| Gesamt                   | Gesamt                                        | 30.740  | 100  | 40      |
|                          |                                               |         |      |         |
| Ungültige Stimmen        | Ungültige Stimmen                             | 1.529   | 4,7  |         |
| Wähler                   | Wähler                                        | 32.269  | 91,2 |         |
| Wahlberechtigte          | Wahlberechtigte                               | 35.380  |      |         |
|                          |                                               |         |      |         |
| Quelle: Innenministerium |                                               |         |      |         |

### Viterbo
| Listen                   | Listen                                        | Stimmen | %    | Mandate |
| ------------------------ | --------------------------------------------- | ------- | ---- | ------- |
|                          | Democrazia Cristiana                          | 18.673  | 44,7 | 19      |
|                          | Partito Socialista Italiano                   | 7.345   | 17,6 | 7       |
|                          | Partito Comunista Italiano                    | 6.869   | 16,5 | 7       |
|                          | Movimento Sociale Italiano – Destra Nazionale | 2.388   | 5,7  | 2       |
|                          | Partito Repubblicano Italiano                 | 2.374   | 5,7  | 2       |
|                          | Partito Socialista Democratico Italiano       | 1.361   | 3,3  | 1       |
|                          | Lista Verde – Verdi Arcobaleno                | 1.201   | 2,9  | 1       |
|                          | Partito Liberale Italiano                     | 1.112   | 2,7  | 1       |
|                          | Bürgerliste                                   | 408     | 1,0  | –       |
| Gesamt                   | Gesamt                                        | 41.731  | 100  | 40      |
|                          |                                               |         |      |         |
| Ungültige Stimmen        | Ungültige Stimmen                             | 2.197   | 5,0  |         |
| Wähler                   | Wähler                                        | 43.928  | 92,9 |         |
| Wahlberechtigte          | Wahlberechtigte                               | 47.266  |      |         |
|                          |                                               |         |      |         |
| Quelle: Innenministerium |                                               |         |      |         |

### Chieti
| Listen                   | Listen                                        | Stimmen | %    | Mandate |
| ------------------------ | --------------------------------------------- | ------- | ---- | ------- |
|                          | Democrazia Cristiana                          | 25.268  | 64,0 | 28      |
|                          | Partito Comunista Italiano                    | 4.542   | 11,5 | 5       |
|                          | Partito Socialista Italiano                   | 4.209   | 10,7 | 4       |
|                          | Movimento Sociale Italiano – Destra Nazionale | 1.548   | 3,9  | 1       |
|                          | Lista Verde                                   | 978     | 2,5  | 1       |
|                          | Partito Repubblicano Italiano                 | 955     | 2,4  | 1       |
|                          | Partito Liberale Italiano                     | 681     | 1,7  | –       |
|                          | Partito Socialista Democratico Italiano       | 537     | 1,4  | –       |
|                          | Democrazia Proletaria                         | 383     | 1,0  | –       |
|                          | Verdi Arcobaleno                              | 378     | 1,0  | –       |
| Gesamt                   | Gesamt                                        | 39.479  | 100  | 40      |
|                          |                                               |         |      |         |
| Ungültige Stimmen        | Ungültige Stimmen                             | 1.638   | 4,0  |         |
| Wähler                   | Wähler                                        | 41.117  | 89,1 |         |
| Wahlberechtigte          | Wahlberechtigte                               | 46.137  |      |         |
|                          |                                               |         |      |         |
| Quelle: Innenministerium |                                               |         |      |         |

### L’Aquila
| Listen                   | Listen                                                     | Stimmen | %    | Mandate |
| ------------------------ | ---------------------------------------------------------- | ------- | ---- | ------- |
|                          | Democrazia Cristiana                                       | 20.195  | 44,6 | 19      |
|                          | Partito Socialista Italiano                                | 9.283   | 20,5 | 9       |
|                          | Convenzione Democratica per l’Aquila (PCI – PR – Sonstige) | 7.335   | 16,2 | 7       |
|                          | Movimento Sociale Italiano – Destra Nazionale              | 2.093   | 4,6  | 2       |
|                          | Partito Socialista Democratico Italiano                    | 1.814   | 4,0  | 1       |
|                          | Partito Repubblicano Italiano                              | 1.277   | 2,8  | 1       |
|                          | Partito Liberale Italiano                                  | 1.100   | 2,4  | 1       |
|                          | Bürgerliste                                                | 954     | 2,1  | –       |
|                          | Lista Verde                                                | 944     | 2,1  | –       |
|                          | Democrazia Proletaria                                      | 296     | 0,7  | –       |
| Gesamt                   | Gesamt                                                     | 45.291  | 100  | 40      |
|                          |                                                            |         |      |         |
| Ungültige Stimmen        | Ungültige Stimmen                                          | 1.904   | 4,0  |         |
| Wähler                   | Wähler                                                     | 47.195  | 85,8 |         |
| Wahlberechtigte          | Wahlberechtigte                                            | 54.977  |      |         |
|                          |                                                            |         |      |         |
| Quelle: Innenministerium |                                                            |         |      |         |

### Pescara
| Listen                   | Listen                                        | Stimmen | %    | Mandate |
| ------------------------ | --------------------------------------------- | ------- | ---- | ------- |
|                          | Democrazia Cristiana                          | 36.717  | 41,7 | 23      |
|                          | Partito Socialista Italiano                   | 17.457  | 19,8 | 10      |
|                          | Partito Comunista Italiano                    | 14.170  | 16,1 | 8       |
|                          | Partito Liberale Italiano                     | 4.154   | 4,7  | 2       |
|                          | Partito Socialista Democratico Italiano       | 4.107   | 4,7  | 2       |
|                          | Partito Repubblicano Italiano                 | 3.958   | 4,5  | 2       |
|                          | Movimento Sociale Italiano – Destra Nazionale | 3.246   | 3,7  | 2       |
|                          | Lista Verde                                   | 2.831   | 3,2  | 1       |
|                          | Verdi Arcobaleno                              | 1.420   | 1,6  | –       |
| Gesamt                   | Gesamt                                        | 88.060  | 100  | 50      |
|                          |                                               |         |      |         |
| Ungültige Stimmen        | Ungültige Stimmen                             | 4.752   | 5,1  |         |
| Wähler                   | Wähler                                        | 92.812  | 85,8 |         |
| Wahlberechtigte          | Wahlberechtigte                               | 108.173 |      |         |
|                          |                                               |         |      |         |
| Quelle: Innenministerium |                                               |         |      |         |

### Teramo
| Listen                   | Listen                                        | Stimmen | %    | Mandate |
| ------------------------ | --------------------------------------------- | ------- | ---- | ------- |
|                          | Democrazia Cristiana                          | 20.415  | 56,0 | 25      |
|                          | Lista Civica Laica Verde                      | 4.400   | 12,1 | 5       |
|                          | Partito Comunista Italiano                    | 4.241   | 11,6 | 5       |
|                          | Partito Socialista Italiano                   | 3.205   | 8,8  | 3       |
|                          | Bürgerliste                                   | 1.449   | 4,0  | 1       |
|                          | Partito Repubblicano Italiano                 | 870     | 2,4  | 1       |
|                          | Partito Liberale Italiano                     | 627     | 1,7  | –       |
|                          | Movimento Sociale Italiano – Destra Nazionale | 590     | 1,6  | –       |
|                          | Partito Socialista Democratico Italiano       | 366     | 1,0  | –       |
|                          | Lista Verde                                   | 315     | 0,9  | –       |
| Gesamt                   | Gesamt                                        | 36.478  | 100  | 40      |
|                          |                                               |         |      |         |
| Ungültige Stimmen        | Ungültige Stimmen                             | 1.712   | 4,5  |         |
| Wähler                   | Wähler                                        | 38.190  | 86,3 |         |
| Wahlberechtigte          | Wahlberechtigte                               | 44.264  |      |         |
|                          |                                               |         |      |         |
| Quelle: Innenministerium |                                               |         |      |         |

### Campobasso
| Listen                   | Listen                                        | Stimmen | %    | Mandate |
| ------------------------ | --------------------------------------------- | ------- | ---- | ------- |
|                          | Democrazia Cristiana                          | 19.610  | 57,0 | 24      |
|                          | Partito Comunista Italiano                    | 4.239   | 12,3 | 5       |
|                          | Partito Socialista Italiano                   | 4.056   | 11,8 | 5       |
|                          | Partito Repubblicano Italiano                 | 1.763   | 5,1  | 2       |
|                          | Movimento Sociale Italiano – Destra Nazionale | 1.309   | 3,8  | 1       |
|                          | Bürgerliste                                   | 1.277   | 3,7  | 1       |
|                          | Partito Liberale Italiano                     | 1.120   | 3,3  | 1       |
|                          | Partito Socialista Democratico Italiano       | 809     | 2,4  | 1       |
|                          | Democrazia Proletaria                         | 220     | 0,6  | –       |
| Gesamt                   | Gesamt                                        | 34.403  | 100  | 40      |
|                          |                                               |         |      |         |
| Ungültige Stimmen        | Ungültige Stimmen                             | 1.529   | 4,3  |         |
| Wähler                   | Wähler                                        | 35.932  | 86,1 |         |
| Wahlberechtigte          | Wahlberechtigte                               | 41.756  |      |         |
|                          |                                               |         |      |         |
| Quelle: Innenministerium |                                               |         |      |         |

### Isernia
| Listen                   | Listen                                        | Stimmen | %    | Mandate |
| ------------------------ | --------------------------------------------- | ------- | ---- | ------- |
|                          | Democrazia Cristiana                          | 8.215   | 61,4 | 27      |
|                          | Bürgerliste (PCI – Sonstige)                  | 2.360   | 17,6 | 7       |
|                          | Partito Socialista Italiano                   | 1.359   | 10,2 | 4       |
|                          | Partito Socialista Democratico Italiano       | 531     | 4,0  | 1       |
|                          | Partito Repubblicano Italiano                 | 491     | 3,7  | 1       |
|                          | Movimento Sociale Italiano – Destra Nazionale | 279     | 2,1  | –       |
|                          | Democrazia Proletaria                         | 84      | 0,6  | –       |
|                          | Partito Liberale Italiano                     | 68      | 0,5  | –       |
| Gesamt                   | Gesamt                                        | 13.387  | 100  | 40      |
|                          |                                               |         |      |         |
| Ungültige Stimmen        | Ungültige Stimmen                             | 635     | 4,5  |         |
| Wähler                   | Wähler                                        | 14.022  | 85,7 |         |
| Wahlberechtigte          | Wahlberechtigte                               | 16.354  |      |         |
|                          |                                               |         |      |         |
| Quelle: Innenministerium |                                               |         |      |         |

### Avellino
| Listen                   | Listen                                        | Stimmen | %    | Mandate |
| ------------------------ | --------------------------------------------- | ------- | ---- | ------- |
|                          | Democrazia Cristiana                          | 19.356  | 50,9 | 22      |
|                          | Partito Socialista Italiano                   | 8.011   | 21,1 | 9       |
|                          | Partito Comunista Italiano                    | 3.378   | 8,9  | 3       |
|                          | Partito Socialista Democratico Italiano       | 2.226   | 5,9  | 2       |
|                          | Partito Liberale Italiano                     | 1.848   | 4,9  | 2       |
|                          | Lista Verde                                   | 1.333   | 3,5  | 1       |
|                          | Movimento Sociale Italiano – Destra Nazionale | 1.229   | 3,2  | 1       |
|                          | Partito Repubblicano Italiano                 | 518     | 1,4  | –       |
|                          | Democrazia Proletaria                         | 112     | 0,3  | –       |
| Gesamt                   | Gesamt                                        | 38.011  | 100  | 40      |
|                          |                                               |         |      |         |
| Ungültige Stimmen        | Ungültige Stimmen                             | 1.399   | 3,5  |         |
| Wähler                   | Wähler                                        | 39.410  | 89,3 |         |
| Wahlberechtigte          | Wahlberechtigte                               | 44.118  |      |         |
|                          |                                               |         |      |         |
| Quelle: Innenministerium |                                               |         |      |         |

### Benevento
| Listen                   | Listen                                        | Stimmen | %    | Mandate |
| ------------------------ | --------------------------------------------- | ------- | ---- | ------- |
|                          | Democrazia Cristiana                          | 18.919  | 44,3 | 19      |
|                          | Partito Socialista Italiano                   | 11.543  | 27,0 | 12      |
|                          | Partito Socialista Democratico Italiano       | 3.272   | 7,7  | 3       |
|                          | Partito Comunista Italiano                    | 2.762   | 6,5  | 2       |
|                          | Partito Repubblicano Italiano                 | 2.642   | 6,2  | 2       |
|                          | Partito Liberale Italiano                     | 1.500   | 3,5  | 1       |
|                          | Movimento Sociale Italiano – Destra Nazionale | 1.322   | 3,1  | 1       |
|                          | Lista Verde                                   | 444     | 1,0  | –       |
|                          | Verdi Arcobaleno                              | 349     | 0,8  | –       |
| Gesamt                   | Gesamt                                        | 42.753  | 100  | 40      |
|                          |                                               |         |      |         |
| Ungültige Stimmen        | Ungültige Stimmen                             | 1.536   | 3,5  |         |
| Wähler                   | Wähler                                        | 44.289  | 88,9 |         |
| Wahlberechtigte          | Wahlberechtigte                               | 49.828  |      |         |
|                          |                                               |         |      |         |
| Quelle: Innenministerium |                                               |         |      |         |

### Caserta
| Listen                   | Listen                                        | Stimmen | %    | Mandate |
| ------------------------ | --------------------------------------------- | ------- | ---- | ------- |
|                          | Democrazia Cristiana                          | 25.899  | 55,9 | 24      |
|                          | Partito Socialista Italiano                   | 5.672   | 12,2 | 5       |
|                          | Città Nuova (PCI – Sonstige)                  | 3.451   | 7,4  | 3       |
|                          | Partito Repubblicano Italiano                 | 2.388   | 5,2  | 2       |
|                          | Lista Verde                                   | 2.353   | 5,1  | 2       |
|                          | Partito Liberale Italiano                     | 1.934   | 4,2  | 1       |
|                          | Partito Socialista Democratico Italiano       | 1.931   | 4,2  | 1       |
|                          | Unabhängige                                   | 1.510   | 3,3  | 1       |
|                          | Movimento Sociale Italiano – Destra Nazionale | 1.226   | 2,6  | 1       |
| Gesamt                   | Gesamt                                        | 46.364  | 100  | 40      |
|                          |                                               |         |      |         |
| Ungültige Stimmen        | Ungültige Stimmen                             | 1.924   | 4,0  |         |
| Wähler                   | Wähler                                        | 48.288  | 87,8 |         |
| Wahlberechtigte          | Wahlberechtigte                               | 54.993  |      |         |
|                          |                                               |         |      |         |
| Quelle: Innenministerium |                                               |         |      |         |

### Salerno
| Listen                   | Listen                                        | Stimmen | %    | Mandate |
| ------------------------ | --------------------------------------------- | ------- | ---- | ------- |
|                          | Partito Socialista Italiano                   | 33.610  | 31,6 | 17      |
|                          | Democrazia Cristiana                          | 28.447  | 26,8 | 14      |
|                          | Partito Comunista Italiano                    | 13.041  | 12,3 | 6       |
|                          | Partito Repubblicano Italiano                 | 7.886   | 7,4  | 4       |
|                          | Partito Socialista Democratico Italiano       | 7.824   | 7,4  | 4       |
|                          | Cattolici Democratici                         | 4.307   | 4,1  | 2       |
|                          | Movimento Sociale Italiano – Destra Nazionale | 4.073   | 3,8  | 2       |
|                          | Lista Verde                                   | 2.766   | 2,6  | 1       |
|                          | Partito Liberale Italiano                     | 1.743   | 1,6  | –       |
|                          | Lista Pensionati                              | 648     | 0,6  | –       |
|                          | Democrazia Proletaria                         | 532     | 0,5  | –       |
|                          | Lista Antiproibizionisti sulla Droga          | 457     | 0,4  | –       |
|                          | Verdi Arcobaleno                              | 436     | 0,4  | –       |
|                          | Partito Verde Italiano                        | 365     | 0,3  | –       |
|                          | Lega Lombarda                                 | 136     | 0,1  | –       |
| Gesamt                   | Gesamt                                        | 106.271 | 100  | 50      |
|                          |                                               |         |      |         |
| Ungültige Stimmen        | Ungültige Stimmen                             | 3.855   | 3,5  |         |
| Wähler                   | Wähler                                        | 110.126 | 88,3 |         |
| Wahlberechtigte          | Wahlberechtigte                               | 124.742 |      |         |
|                          |                                               |         |      |         |
| Quelle: Innenministerium |                                               |         |      |         |

### Bari
| Listen                   | Listen                                        | Stimmen | %    | Mandate |
| ------------------------ | --------------------------------------------- | ------- | ---- | ------- |
|                          | Democrazia Cristiana                          | 77.237  | 34,5 | 23      |
|                          | Partito Socialista Italiano                   | 68.834  | 30,8 | 20      |
|                          | Partito Comunista Italiano                    | 20.885  | 9,3  | 6       |
|                          | Partito Socialista Democratico Italiano       | 13.195  | 5,9  | 3       |
|                          | Partito Repubblicano Italiano                 | 10.898  | 4,9  | 3       |
|                          | Partito Liberale Italiano                     | 9.992   | 4,5  | 2       |
|                          | Movimento Sociale Italiano – Destra Nazionale | 8.878   | 4,0  | 2       |
|                          | Lista Verde                                   | 4.344   | 1,9  | 1       |
|                          | Verdi Arcobaleno                              | 2.672   | 1,2  | –       |
|                          | Unabhängige                                   | 1.884   | 0,8  | –       |
|                          | Lista Antiproibizionisti sulla Droga          | 1.853   | 0,8  | –       |
|                          | Unabhängige                                   | 1.545   | 0,7  | –       |
|                          | Democrazia Proletaria                         | 1.455   | 0,7  | –       |
| Gesamt                   | Gesamt                                        | 223.672 | 100  | 60      |
|                          |                                               |         |      |         |
| Ungültige Stimmen        | Ungültige Stimmen                             | 14.383  | 6,0  |         |
| Wähler                   | Wähler                                        | 238.055 | 85,6 |         |
| Wahlberechtigte          | Wahlberechtigte                               | 278.023 |      |         |
|                          |                                               |         |      |         |
| Quelle: Innenministerium |                                               |         |      |         |

### Brindisi
| Listen                   | Listen                                        | Stimmen | %    | Mandate |
| ------------------------ | --------------------------------------------- | ------- | ---- | ------- |
|                          | Democrazia Cristiana                          | 20.537  | 35,1 | 15      |
|                          | Partito Socialista Italiano                   | 14.910  | 25,5 | 10      |
|                          | Partito Comunista Italiano                    | 7.364   | 12,6 | 5       |
|                          | Partito Repubblicano Italiano                 | 5.556   | 9,5  | 4       |
|                          | Movimento Sociale Italiano – Destra Nazionale | 3.426   | 5,9  | 2       |
|                          | Partito Socialista Democratico Italiano       | 3.048   | 5,2  | 2       |
|                          | Partito Liberale Italiano                     | 1.803   | 3,1  | 1       |
|                          | Lista Verde – Verdi Arcobaleno                | 1.527   | 2,6  | 1       |
|                          | Democrazia Proletaria                         | 392     | 0,7  | –       |
| Gesamt                   | Gesamt                                        | 58.563  | 100  | 40      |
|                          |                                               |         |      |         |
| Ungültige Stimmen        | Ungültige Stimmen                             | 2.693   | 4,4  |         |
| Wähler                   | Wähler                                        | 61.256  | 87,2 |         |
| Wahlberechtigte          | Wahlberechtigte                               | 70.216  |      |         |
|                          |                                               |         |      |         |
| Quelle: Innenministerium |                                               |         |      |         |

### Foggia
| Listen                   | Listen                                        | Stimmen | %    | Mandate |
| ------------------------ | --------------------------------------------- | ------- | ---- | ------- |
|                          | Democrazia Cristiana                          | 40.761  | 41,1 | 22      |
|                          | Partito Socialista Italiano                   | 22.161  | 22,3 | 12      |
|                          | Partito Comunista Italiano                    | 9.225   | 9,3  | 4       |
|                          | Partito Liberale Italiano                     | 8.543   | 8,6  | 4       |
|                          | Partito Socialista Democratico Italiano       | 8.387   | 8,4  | 4       |
|                          | Movimento Sociale Italiano – Destra Nazionale | 3.269   | 3,3  | 1       |
|                          | Lista Verde                                   | 2.193   | 2,2  | 1       |
|                          | Verdi Arcobaleno                              | 2.169   | 2,2  | 1       |
|                          | Partito Repubblicano Italiano                 | 2.046   | 2,1  | 1       |
|                          | Democrazia Proletaria                         | 519     | 0,5  | –       |
| Gesamt                   | Gesamt                                        | 99.273  | 100  | 50      |
|                          |                                               |         |      |         |
| Ungültige Stimmen        | Ungültige Stimmen                             | 5.828   | 5,5  |         |
| Wähler                   | Wähler                                        | 105.101 | 87,9 |         |
| Wahlberechtigte          | Wahlberechtigte                               | 119.509 |      |         |
|                          |                                               |         |      |         |
| Quelle: Innenministerium |                                               |         |      |         |

### Lecce
| Listen                   | Listen                                        | Stimmen | %    | Mandate |
| ------------------------ | --------------------------------------------- | ------- | ---- | ------- |
|                          | Democrazia Cristiana                          | 23.345  | 37,4 | 16      |
|                          | Partito Socialista Italiano                   | 14.345  | 23,0 | 10      |
|                          | Partito Repubblicano Italiano                 | 6.071   | 9,7  | 4       |
|                          | Bürgerliste (PCI – Sonstige)                  | 5.109   | 8,2  | 3       |
|                          | Partito Socialista Democratico Italiano       | 4.910   | 7,9  | 3       |
|                          | Movimento Sociale Italiano – Destra Nazionale | 3.076   | 4,9  | 2       |
|                          | Partito Liberale Italiano                     | 2.310   | 3,7  | 1       |
|                          | Bürgerliste                                   | 1.569   | 2,5  | 1       |
|                          | Lista Verde – Verdi Arcobaleno                | 1.324   | 2,1  | –       |
|                          | Democrazia Proletaria                         | 433     | 0,7  | –       |
| Gesamt                   | Gesamt                                        | 62.492  | 100  | 40      |
|                          |                                               |         |      |         |
| Ungültige Stimmen        | Ungültige Stimmen                             | 3.267   | 5,0  |         |
| Wähler                   | Wähler                                        | 65.759  | 86,5 |         |
| Wahlberechtigte          | Wahlberechtigte                               | 75.983  |      |         |
|                          |                                               |         |      |         |
| Quelle: Innenministerium |                                               |         |      |         |

### Tarent
| Listen                   | Listen                                        | Stimmen | %    | Mandate |
| ------------------------ | --------------------------------------------- | ------- | ---- | ------- |
|                          | Democrazia Cristiana                          | 43.605  | 29,3 | 15      |
|                          | Partito Comunista Italiano                    | 28.246  | 19,0 | 10      |
|                          | Partito Socialista Italiano                   | 27.379  | 18,4 | 10      |
|                          | Bürgerliste                                   | 20.054  | 13,5 | 7       |
|                          | Partito Socialista Democratico Italiano       | 8.964   | 6,0  | 3       |
|                          | Partito Repubblicano Italiano                 | 6.233   | 4,2  | 2       |
|                          | Movimento Sociale Italiano – Destra Nazionale | 5.397   | 3,6  | 1       |
|                          | Lista Verde                                   | 3.504   | 2,4  | 1       |
|                          | Partito Liberale Italiano                     | 3.412   | 2,3  | 1       |
|                          | Verdi Arcobaleno                              | 1.221   | 0,8  | –       |
|                          | Democrazia Proletaria                         | 766     | 0,5  | –       |
| Gesamt                   | Gesamt                                        | 148.781 | 100  | 50      |
|                          |                                               |         |      |         |
| Ungültige Stimmen        | Ungültige Stimmen                             | 7.475   | 4,8  |         |
| Wähler                   | Wähler                                        | 156.256 | 85,4 |         |
| Wahlberechtigte          | Wahlberechtigte                               | 182.903 |      |         |
|                          |                                               |         |      |         |
| Quelle: Innenministerium |                                               |         |      |         |

### Potenza
| Listen                   | Listen                                        | Stimmen | %    | Mandate |
| ------------------------ | --------------------------------------------- | ------- | ---- | ------- |
|                          | Democrazia Cristiana                          | 23.465  | 53,0 | 23      |
|                          | Partito Socialista Italiano                   | 7.083   | 16,0 | 7       |
|                          | Partito Comunista Italiano                    | 5.676   | 12,8 | 5       |
|                          | Partito Socialista Democratico Italiano       | 3.847   | 8,7  | 3       |
|                          | Partito Liberale Italiano                     | 1.485   | 3,4  | 1       |
|                          | Movimento Sociale Italiano – Destra Nazionale | 1.211   | 2,7  | 1       |
|                          | Partito Repubblicano Italiano                 | 750     | 1,7  | –       |
|                          | Lista Verde                                   | 489     | 1,1  | –       |
|                          | Verdi Arcobaleno                              | 250     | 0,6  | –       |
| Gesamt                   | Gesamt                                        | 44.256  | 100  | 40      |
|                          |                                               |         |      |         |
| Ungültige Stimmen        | Ungültige Stimmen                             | 2.617   | 5,6  |         |
| Wähler                   | Wähler                                        | 46.873  | 89,6 |         |
| Wahlberechtigte          | Wahlberechtigte                               | 52.330  |      |         |
|                          |                                               |         |      |         |
| Quelle: Innenministerium |                                               |         |      |         |

### Catanzaro
| Listen                   | Listen                                        | Stimmen | %    | Mandate |
| ------------------------ | --------------------------------------------- | ------- | ---- | ------- |
|                          | Democrazia Cristiana                          | 27.404  | 45,2 | 24      |
|                          | Partito Socialista Italiano                   | 15.586  | 25,7 | 13      |
|                          | Partito Comunista Italiano                    | 6.735   | 11,1 | 6       |
|                          | Partito Repubblicano Italiano                 | 4.274   | 7,1  | 3       |
|                          | Partito Socialista Democratico Italiano       | 2.887   | 4,8  | 2       |
|                          | Movimento Sociale Italiano – Destra Nazionale | 1.702   | 2,8  | 1       |
|                          | Partito Liberale Italiano                     | 1.456   | 2,4  | 1       |
|                          | Lista Verde                                   | 290     | 0,5  | –       |
|                          | Verdi Arcobaleno                              | 232     | 0,4  | –       |
| Gesamt                   | Gesamt                                        | 60.566  | 100  | 50      |
|                          |                                               |         |      |         |
| Ungültige Stimmen        | Ungültige Stimmen                             | 2.752   | 4,3  |         |
| Wähler                   | Wähler                                        | 63.318  | 87,9 |         |
| Wahlberechtigte          | Wahlberechtigte                               | 72.046  |      |         |
|                          |                                               |         |      |         |
| Quelle: Innenministerium |                                               |         |      |         |

### Cosenza
| Listen                   | Listen                                        | Stimmen | %    | Mandate |
| ------------------------ | --------------------------------------------- | ------- | ---- | ------- |
|                          | Democrazia Cristiana                          | 19.227  | 36,5 | 19      |
|                          | Partito Socialista Italiano                   | 14.123  | 26,8 | 14      |
|                          | Partito Comunista Italiano                    | 6.838   | 13,0 | 6       |
|                          | Partito Socialista Democratico Italiano       | 5.534   | 10,5 | 5       |
|                          | Partito Repubblicano Italiano                 | 2.397   | 4,6  | 2       |
|                          | Movimento Sociale Italiano – Destra Nazionale | 1.972   | 3,7  | 2       |
|                          | Partito Liberale Italiano                     | 1.437   | 2,7  | 1       |
|                          | Lista Verde                                   | 1.140   | 2,2  | 1       |
| Gesamt                   | Gesamt                                        | 52.668  | 100  | 50      |
|                          |                                               |         |      |         |
| Ungültige Stimmen        | Ungültige Stimmen                             | 2.948   | 5,3  |         |
| Wähler                   | Wähler                                        | 55.616  | 84,3 |         |
| Wahlberechtigte          | Wahlberechtigte                               | 66.001  |      |         |
|                          |                                               |         |      |         |
| Quelle: Innenministerium |                                               |         |      |         |

### Agrigent
| Listen                   | Listen                                        | Stimmen | %    | Mandate |
| ------------------------ | --------------------------------------------- | ------- | ---- | ------- |
|                          | Democrazia Cristiana                          | 19.270  | 51,9 | 22      |
|                          | Partito Socialista Italiano                   | 6.468   | 17,4 | 7       |
|                          | Bürgerliste (PCI – Sonstige)                  | 3.453   | 9,3  | 4       |
|                          | Partito Repubblicano Italiano                 | 2.170   | 5,8  | 2       |
|                          | Partito Liberale Italiano                     | 1.803   | 4,9  | 2       |
|                          | Partito Repubblicano Italiano                 | 1.716   | 4,6  | 2       |
|                          | Partito Socialista Democratico Italiano       | 1.471   | 4,0  | 1       |
|                          | Movimento Sociale Italiano – Destra Nazionale | 523     | 1,4  | –       |
|                          | Lista Verde – Verdi Arcobaleno                | 256     | 0,7  | –       |
| Gesamt                   | Gesamt                                        | 37.130  | 100  | 40      |
|                          |                                               |         |      |         |
| Ungültige Stimmen        | Ungültige Stimmen                             | 1.319   | 3,4  |         |
| Wähler                   | Wähler                                        | 38.449  | 84,9 |         |
| Wahlberechtigte          | Wahlberechtigte                               | 45.288  |      |         |
|                          |                                               |         |      |         |
| Quelle: Innenministerium |                                               |         |      |         |

### Caltanissetta
| Listen                   | Listen                                        | Stimmen | %    | Mandate |
| ------------------------ | --------------------------------------------- | ------- | ---- | ------- |
|                          | Democrazia Cristiana                          | 21.683  | 51,7 | 23      |
|                          | Partito Socialista Italiano                   | 6.532   | 15,6 | 6       |
|                          | Partito Comunista Italiano                    | 4.013   | 9,6  | 4       |
|                          | Partito Socialista Democratico Italiano       | 3.488   | 8,3  | 3       |
|                          | Partito Liberale Italiano                     | 2.062   | 4,9  | 2       |
|                          | Movimento Sociale Italiano – Destra Nazionale | 1.831   | 4,4  | 1       |
|                          | Partito Repubblicano Italiano                 | 1.495   | 3,6  | 1       |
|                          | Lista Verde – Verdi Arcobaleno                | 823     | 2,0  | –       |
| Gesamt                   | Gesamt                                        | 41.927  | 100  | 40      |
|                          |                                               |         |      |         |
| Ungültige Stimmen        | Ungültige Stimmen                             | 1.990   | 4,5  |         |
| Wähler                   | Wähler                                        | 43.917  | 82,8 |         |
| Wahlberechtigte          | Wahlberechtigte                               | 53.041  |      |         |
|                          |                                               |         |      |         |
| Quelle: Innenministerium |                                               |         |      |         |

### Enna
| Listen                   | Listen                                        | Stimmen | %    | Mandate |
| ------------------------ | --------------------------------------------- | ------- | ---- | ------- |
|                          | Democrazia Cristiana                          | 9.183   | 44,9 | 19      |
|                          | Partito Socialista Italiano                   | 5.237   | 25,6 | 11      |
|                          | Partito Comunista Italiano                    | 2.392   | 11,7 | 5       |
|                          | Partito Socialista Democratico Italiano       | 1.373   | 6,7  | 2       |
|                          | Partito Repubblicano Italiano                 | 1.206   | 5,9  | 2       |
|                          | Movimento Sociale Italiano – Destra Nazionale | 511     | 2,5  | 1       |
|                          | Partito Liberale Italiano                     | 312     | 1,5  | –       |
|                          | Lista Verde – Verdi Arcobaleno                | 242     | 1,2  | –       |
| Gesamt                   | Gesamt                                        | 20.456  | 100  | 40      |
|                          |                                               |         |      |         |
| Ungültige Stimmen        | Ungültige Stimmen                             | 821     | 3,9  |         |
| Wähler                   | Wähler                                        | 21.277  | 80,9 |         |
| Wahlberechtigte          | Wahlberechtigte                               | 26.315  |      |         |
|                          |                                               |         |      |         |
| Quelle: Innenministerium |                                               |         |      |         |

### Messina
| Listen                   | Listen                                        | Stimmen | %    | Mandate |
| ------------------------ | --------------------------------------------- | ------- | ---- | ------- |
|                          | Democrazia Cristiana                          | 76.239  | 46,3 | 29      |
|                          | Partito Socialista Italiano                   | 28.804  | 17,5 | 11      |
|                          | Partito Liberale Italiano                     | 18.822  | 11,4 | 7       |
|                          | Partito Socialista Democratico Italiano       | 13.945  | 8,5  | 5       |
|                          | Bürgerliste (PCI – Sonstige)                  | 10.259  | 6,2  | 3       |
|                          | Partito Repubblicano Italiano                 | 8.577   | 5,2  | 3       |
|                          | Movimento Sociale Italiano – Destra Nazionale | 5.324   | 3,2  | 2       |
|                          | Lista Verde                                   | 1.770   | 1,1  | –       |
|                          | Lista ecologica                               | 1.090   | 0,7  | –       |
| Gesamt                   | Gesamt                                        | 164.830 | 100  | 60      |
|                          |                                               |         |      |         |
| Ungültige Stimmen        | Ungültige Stimmen                             | 7.939   | 4,6  |         |
| Wähler                   | Wähler                                        | 172.769 | 85,0 |         |
| Wahlberechtigte          | Wahlberechtigte                               | 203.170 |      |         |
|                          |                                               |         |      |         |
| Quelle: Innenministerium |                                               |         |      |         |

### Palermo
| Listen                   | Listen                                        | Stimmen | %    | Mandate |
| ------------------------ | --------------------------------------------- | ------- | ---- | ------- |
|                          | Democrazia Cristiana                          | 199.707 | 49,0 | 42      |
|                          | Partito Socialista Italiano                   | 51.537  | 12,6 | 11      |
|                          | Partito Comunista Italiano                    | 31.789  | 7,8  | 6       |
|                          | Partito Socialista Democratico Italiano       | 23.271  | 5,7  | 4       |
|                          | Partito Repubblicano Italiano                 | 21.267  | 5,2  | 4       |
|                          | Partito Liberale Italiano                     | 18.625  | 4,6  | 4       |
|                          | Movimento Sociale Italiano – Destra Nazionale | 15.380  | 3,8  | 3       |
|                          | Lista Verde – Verdi Arcobaleno                | 10.816  | 2,7  | 2       |
|                          | Unione Popolare Siciliana                     | 10.359  | 2,5  | 2       |
|                          | Bürgerliste                                   | 7.339   | 1,8  | 1       |
|                          | Bürgerliste                                   | 6.398   | 1,6  | 1       |
|                          | Democrazia Proletaria                         | 4.160   | 1,0  | –       |
|                          | Lista Antiproibizionisti sulla Droga          | 3.152   | 0,8  | –       |
|                          | Fronte Siciliano d’Azione                     | 1.998   | 0,5  | –       |
|                          | Alleanza Popolare                             | 1.846   | 0,5  | –       |
| Gesamt                   | Gesamt                                        | 407.644 | 100  | 80      |
|                          |                                               |         |      |         |
| Ungültige Stimmen        | Ungültige Stimmen                             | 29.092  | 6,7  |         |
| Wähler                   | Wähler                                        | 436.736 | 79,1 |         |
| Wahlberechtigte          | Wahlberechtigte                               | 552.476 |      |         |
|                          |                                               |         |      |         |
| Quelle: Innenministerium |                                               |         |      |         |

### Ragusa
| Listen                   | Listen                                        | Stimmen | %    | Mandate |
| ------------------------ | --------------------------------------------- | ------- | ---- | ------- |
|                          | Democrazia Cristiana                          | 17.759  | 39,9 | 17      |
|                          | Partito Comunista Italiano                    | 9.058   | 20,3 | 9       |
|                          | Partito Socialista Italiano                   | 7.443   | 16,7 | 7       |
|                          | Partito Liberale Italiano                     | 2.821   | 6,3  | 2       |
|                          | Partito Repubblicano Italiano                 | 2.393   | 5,4  | 2       |
|                          | Partito Socialista Democratico Italiano       | 2.306   | 5,2  | 2       |
|                          | Movimento Sociale Italiano – Destra Nazionale | 1.440   | 3,2  | 1       |
|                          | Lista Verde – Verdi Arcobaleno                | 813     | 1,8  | –       |
|                          | Lista Pensionati                              | 376     | 0,8  | –       |
|                          | Fronte Siciliano di Azione                    | 123     | 0,3  | –       |
| Gesamt                   | Gesamt                                        | 44.532  | 100  | 40      |
|                          |                                               |         |      |         |
| Ungültige Stimmen        | Ungültige Stimmen                             | 3.003   | 6,3  |         |
| Wähler                   | Wähler                                        | 47.535  | 87,1 |         |
| Wahlberechtigte          | Wahlberechtigte                               | 54.601  |      |         |
|                          |                                               |         |      |         |
| Quelle: Innenministerium |                                               |         |      |         |

### Syrakus
| Listen                   | Listen                                        | Stimmen | %    | Mandate |
| ------------------------ | --------------------------------------------- | ------- | ---- | ------- |
|                          | Democrazia Cristiana                          | 39.150  | 50,4 | 28      |
|                          | Partito Socialista Italiano                   | 12.128  | 15,6 | 8       |
|                          | Partito Comunista Italiano                    | 8.643   | 11,1 | 6       |
|                          | Partito Socialista Democratico Italiano       | 4.098   | 5,3  | 2       |
|                          | Partito Repubblicano Italiano                 | 3.813   | 4,9  | 2       |
|                          | Movimento Sociale Italiano – Destra Nazionale | 2.738   | 3,5  | 1       |
|                          | Bürgerliste                                   | 2.481   | 3,2  | 1       |
|                          | Lista Verde – Verdi Arcobaleno                | 2.294   | 3,0  | 1       |
|                          | Partito Liberale Italiano                     | 2.072   | 2,7  | 1       |
|                          | Democrazia Proletaria                         | 235     | 0,3  | –       |
| Gesamt                   | Gesamt                                        | 77.652  | 100  | 50      |
|                          |                                               |         |      |         |
| Ungültige Stimmen        | Ungültige Stimmen                             | 3.531   | 4,3  |         |
| Wähler                   | Wähler                                        | 81.183  | 85,7 |         |
| Wahlberechtigte          | Wahlberechtigte                               | 94.768  |      |         |
|                          |                                               |         |      |         |
| Quelle: Innenministerium |                                               |         |      |         |

### Trapani
| Listen                   | Listen                                        | Stimmen | %    | Mandate |
| ------------------------ | --------------------------------------------- | ------- | ---- | ------- |
|                          | Democrazia Cristiana                          | 18.675  | 41,7 | 18      |
|                          | Partito Socialista Italiano                   | 11.888  | 26,5 | 11      |
|                          | Partito Repubblicano Italiano                 | 3.973   | 8,9  | 4       |
|                          | Partito Comunista Italiano                    | 3.446   | 7,7  | 3       |
|                          | Partito Socialista Democratico Italiano       | 2.425   | 5,4  | 2       |
|                          | Partito Liberale Italiano                     | 1.502   | 3,3  | 1       |
|                          | Movimento Sociale Italiano – Destra Nazionale | 1.447   | 3,2  | 1       |
|                          | Lista Verde – Verdi Arcobaleno                | 761     | 1,7  | –       |
|                          | Unabhängige                                   | 720     | 1,6  | –       |
| Gesamt                   | Gesamt                                        | 44.837  | 100  | 40      |
|                          |                                               |         |      |         |
| Ungültige Stimmen        | Ungültige Stimmen                             | 2.355   | 5,0  |         |
| Wähler                   | Wähler                                        | 47.192  | 84,2 |         |
| Wahlberechtigte          | Wahlberechtigte                               | 56.024  |      |         |
|                          |                                               |         |      |         |
| Quelle: Innenministerium |                                               |         |      |         |

### Cagliari
| Listen                   | Listen                                        | Stimmen | %    | Mandate |
| ------------------------ | --------------------------------------------- | ------- | ---- | ------- |
|                          | Democrazia Cristiana                          | 49.383  | 37,4 | 21      |
|                          | Partito Comunista Italiano                    | 23.145  | 17,5 | 9       |
|                          | Partito Socialista Italiano                   | 15.924  | 12,0 | 6       |
|                          | Partito Sardo d’Azione                        | 13.684  | 10,4 | 5       |
|                          | Partito Repubblicano Italiano                 | 7.036   | 5,3  | 3       |
|                          | Partito Socialista Democratico Italiano       | 6.698   | 5,1  | 2       |
|                          | Movimento Sociale Italiano – Destra Nazionale | 5.230   | 4,0  | 2       |
|                          | Partito Liberale Italiano                     | 3.746   | 2,8  | 1       |
|                          | Lista Antiproibizionisti sulla Droga          | 2.506   | 1,9  | 1       |
|                          | Verdi Arcobaleno                              | 2.154   | 1,6  | –       |
|                          | Verdi Uniti                                   | 1.520   | 1,1  | –       |
|                          | Verdi d’Italia                                | 1.158   | 0,9  | –       |
| Gesamt                   | Gesamt                                        | 132.184 | 100  | 50      |
|                          |                                               |         |      |         |
| Ungültige Stimmen        | Ungültige Stimmen                             | 7.025   | 5,0  |         |
| Wähler                   | Wähler                                        | 139.209 | 82,2 |         |
| Wahlberechtigte          | Wahlberechtigte                               | 169.266 |      |         |
|                          |                                               |         |      |         |
| Quelle: Innenministerium |                                               |         |      |         |

### Nuoro
| Listen                   | Listen                                        | Stimmen | %    | Mandate |
| ------------------------ | --------------------------------------------- | ------- | ---- | ------- |
|                          | Democrazia Cristiana                          | 7.563   | 31,1 | 13      |
|                          | Partito Comunista Italiano                    | 5.406   | 22,2 | 9       |
|                          | Partito Socialista Italiano                   | 4.502   | 18,5 | 8       |
|                          | Partito Sardo d’Azione                        | 1.814   | 7,5  | 3       |
|                          | Partito Repubblicano Italiano                 | 1.613   | 6,6  | 2       |
|                          | Bürgerliste                                   | 738     | 3,0  | 1       |
|                          | Partito Liberale Italiano                     | 716     | 2,9  | 1       |
|                          | Democrazia Proletaria                         | 675     | 2,8  | 1       |
|                          | Movimento Sociale Italiano – Destra Nazionale | 660     | 2,7  | 1       |
|                          | Partito Socialista Democratico Italiano       | 648     | 2,7  | 1       |
| Gesamt                   | Gesamt                                        | 24.335  | 100  | 40      |
|                          |                                               |         |      |         |
| Ungültige Stimmen        | Ungültige Stimmen                             | 878     | 3,5  |         |
| Wähler                   | Wähler                                        | 25.213  | 87,9 |         |
| Wahlberechtigte          | Wahlberechtigte                               | 28.700  |      |         |
|                          |                                               |         |      |         |
| Quelle: Innenministerium |                                               |         |      |         |

### Oristano
| Listen                   | Listen                                        | Stimmen | %    | Mandate |
| ------------------------ | --------------------------------------------- | ------- | ---- | ------- |
|                          | Democrazia Cristiana                          | 9.174   | 44,0 | 19      |
|                          | Partito Socialista Italiano                   | 2.740   | 13,2 | 5       |
|                          | Partito Socialista Democratico Italiano       | 2.625   | 12,6 | 5       |
|                          | Partito Comunista Italiano                    | 2.094   | 10,0 | 4       |
|                          | Partito Sardo d’Azione                        | 2.049   | 9,8  | 4       |
|                          | Partito Repubblicano Italiano                 | 629     | 3,0  | 1       |
|                          | Partito Liberale Italiano                     | 587     | 2,8  | 1       |
|                          | Movimento Sociale Italiano – Destra Nazionale | 523     | 2,5  | 1       |
|                          | Lista Verde                                   | 415     | 2,0  | –       |
| Gesamt                   | Gesamt                                        | 20.836  | 100  | 40      |
|                          |                                               |         |      |         |
| Ungültige Stimmen        | Ungültige Stimmen                             | 910     | 4,2  |         |
| Wähler                   | Wähler                                        | 21.746  | 88,3 |         |
| Wahlberechtigte          | Wahlberechtigte                               | 24.636  |      |         |
|                          |                                               |         |      |         |
| Quelle: Innenministerium |                                               |         |      |         |

### Sassari
| Listen                   | Listen                                        | Stimmen | %    | Mandate |
| ------------------------ | --------------------------------------------- | ------- | ---- | ------- |
|                          | Democrazia Cristiana                          | 27.186  | 34,8 | 19      |
|                          | Partito Comunista Italiano                    | 12.929  | 16,5 | 9       |
|                          | Partito Socialista Democratico Italiano       | 10.859  | 13,9 | 7       |
|                          | Partito Sardo d’Azione                        | 10.695  | 13,7 | 7       |
|                          | Partito Socialista Democratico Italiano       | 5.411   | 6,9  | 3       |
|                          | Partito Repubblicano Italiano                 | 4.569   | 5,8  | 3       |
|                          | Movimento Sociale Italiano – Destra Nazionale | 2.762   | 3,5  | 1       |
|                          | Lista Verde                                   | 1.712   | 2,2  | 1       |
|                          | Lista Antiproibizionisti sulla Droga          | 1.179   | 1,5  | –       |
|                          | Partito Liberale Italiano                     | 924     | 1,2  | –       |
| Gesamt                   | Gesamt                                        | 78.226  | 100  | 50      |
|                          |                                               |         |      |         |
| Ungültige Stimmen        | Ungültige Stimmen                             | 4.095   | 5,0  |         |
| Wähler                   | Wähler                                        | 82.321  | 85,2 |         |
| Wahlberechtigte          | Wahlberechtigte                               | 96.652  |      |         |
|                          |                                               |         |      |         |
| Quelle: Innenministerium |                                               |         |      |         |